# Varný reaktor
Varný reaktor (BWR – Boiling water reactor) je typ lehkovodního jaderného reaktoru (LWR – Light-water reactor), což jsou reaktory, které jako moderátor a zároveň jako chladivo používají demineralizovanou lehkou vodu. Lehkovodní jaderné reaktory se od sebe navzájem odlišují skupenstvími, ve kterých se zmíněná demineralizovaná lehká voda za provozu nachází, takže do kategorie lehkovodních jaderných reaktorů se dále řadí tlakovodní jaderné reaktory (PWR - Pressurized water reactor) a nadkritické vodní reaktory (SCWC – Super-Critical Water-Cooled Reactor).

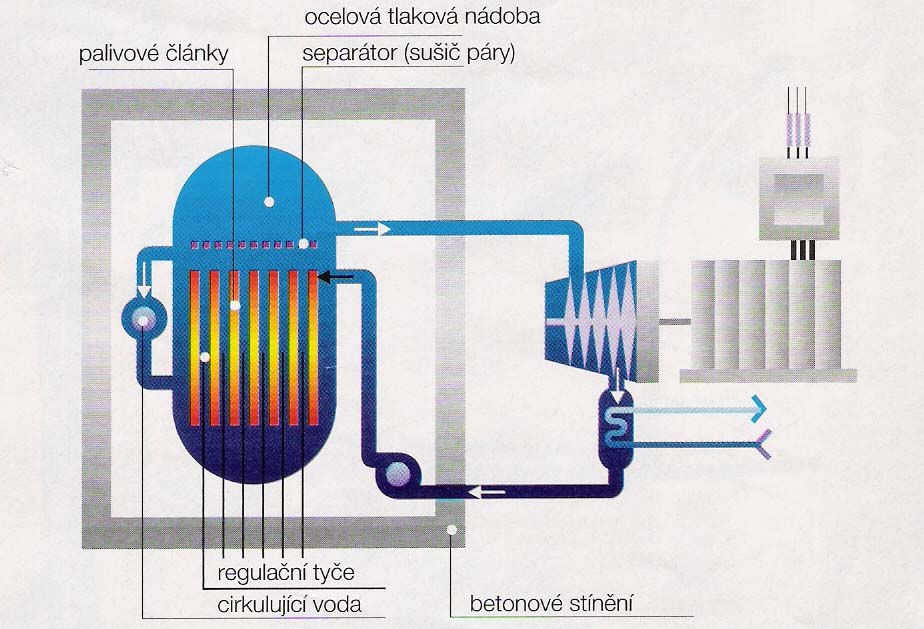
Schéma varného jaderného reaktoru

Díky štěpení jaderného paliva se v aktivní zóně reaktoru BWR uvolňuje tepelná energie. Tato ohřívá chladicí vodu, v důsledku čehož se voda odpařuje (na rozdíl od PWR). Vzniklá pára pak proudí do turbíny. Jaderné elektrárny s varnými reaktory tak mezi reaktorem a turbínou nepotřebují parogenerátory či jiné tepelné výměníky, což z nich činí jeden z nejjednodušších typů jaderných elektráren.
První varné reaktory byly vyvinuty Argonnskou národní laboratoří (ANL) a společností General Electric (GE) v průběhu padesátých let. Další byly vyvíjeny a stavěny převážně ve státech bez většího válečného námořnictva (Švédsko, Německo, Japonsko), zatímco státy s válečným námořnictvem se spíše specializovaly na kompaktnější tlakovodní reaktory. V roce 2021 byla majoritním výrobcem reaktorů typu BWR firma GE Hitachi Nuclear Energy. V provozu bylo 63 jaderných bloků s varnými reaktory o celkovém elektrickém výkonu 64 122 MW, což představovalo přibližně 14,2 % všech jaderných bloků a 16,3 % jejich celkového výkonu (k únoru 2021).
Tento článek se nezabývá varnými reaktory se sníženou mírou moderace (RMWR) ani varnými reaktory primárně moderovanými jinak než lehkou vodou (např. RBMK). Stejně tak nepopisuje reaktory s tepelným výkonem do 1000 MW) či výzkumné reaktory, ovšem s výjimkou historických typů, na které však bylo navázáno většími reaktory.

## Historie
Historii varných reaktorů lze rozdělit několika způsoby. Jedním je například dělení na jednotlivé generace jaderných reaktorů, druhým je dělení dle jejich výrobců, těmito byli hlavně GE, KWU (Kraftwerk Union) a ABB (respektive jejich nástupci). Níže jsou užita obě dělení, přičemž generační je primární; generace III+ je rozdělena na jednotlivé projekty.

### Počátky

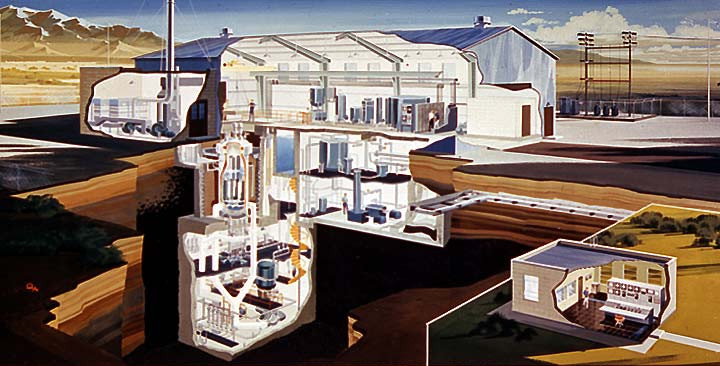
Řez budovou reaktoru BORAX-V

Vývoj varných reaktorů následoval vývoj rektorů tlakovodních, konkrétně začal v první polovině padesátých let dvacátého století v USA, a to z popudu Ozbrojených sil Spojených států amerických hledajících vhodný pohon pro své ponorky a lodě. Vývoj probíhal v součinnosti s firmou GE a několika laboratořemi. Armáda však nakonec dala přednost rektorům tlakovodním, což bylo primárně způsobeno strachem z možného nedostatku stability způsobeného přímým vývinem páry v reaktoru. V průběhu tohoto vývoje došlo k náhodnému prudkému zvýšení výkonu jednoho výzkumného reaktoru, což mělo za následek rychlé odpaření většího množství chladicí vody (= moderátoru). Následovalo zastavení štěpné jaderné reakce z důvodu nedostatečné moderace. Této skutečnosti si povšiml Samuel Untermyer II, toho času výzkumník v Argonnské národní laboratoři, který následně navrhl hlubší výzkum bezpečnostních charakteristik varných reaktorů a jejich možného využití v energetice. To bylo zrealizováno v padesátých a šedesátých letech pod názvem Experimenty BORAX v ANL. V jejich průběhu bylo postaveno pět jaderných reaktorů (BORAX-I až V), z nichž dva byly plánovaně zničeny (BORAX-I v rámci studia tavení aktivní zóny a BORAX-II v rámci studia kritičnosti na okamžitých neutronech). Experimenty dokázaly vysokou míru bezpečnosti těchto reaktorů. Na základě designu reaktoru BORAX- I byl vyvinut vojenský varný reaktor SL-1, jehož explozi pomohla vysvětlit data získaná rovněž díky reaktoru BORAX-I. Reaktor BORAX-III byl připojen k turbogenerátoru o výkonu 4 000 kWe, jenž napájel areál laboratoří a blízké město. Výroba elektrické energie nebyl původně zamýšlený účel reaktoru, ke změně však došlo v důsledku úspěšného připojení Jaderné elektrárny Obninsk k síti. Reaktor BORAX-III tak byl první americký reaktor dodávající elektřinu do domácností. Reaktor BORAX-IV měl výkon tepelný 20 MW a byl použit pro výzkum thoriového palivového cyklu a reaktor BORAX-V byl použit pro výzkum možnosti přehřívání páry pomocí varného reaktoru. Na experimentech BORAX se podílel i Samuel Untermyer II.
Na Experimenty BORAX navázal společný výzkum GE a ANL probíhající od konce padesátých let do poloviny let šedesátých. Jeho účelem byl vývoj elektrárny s varným reaktorem vhodné pro trh.
V Sovětském svazu byl kladen důraz na vývoj jiných typů jaderných reaktorů. Z tohoto důvodu byla stavba prvního sovětského varného reaktoru VK-50 zahájena až v roce 1965, a to v Melekessi (dnešní Dimitrovgrad). V témže roce byl tento výzkumný reaktor také připojen k síti.

### První generace

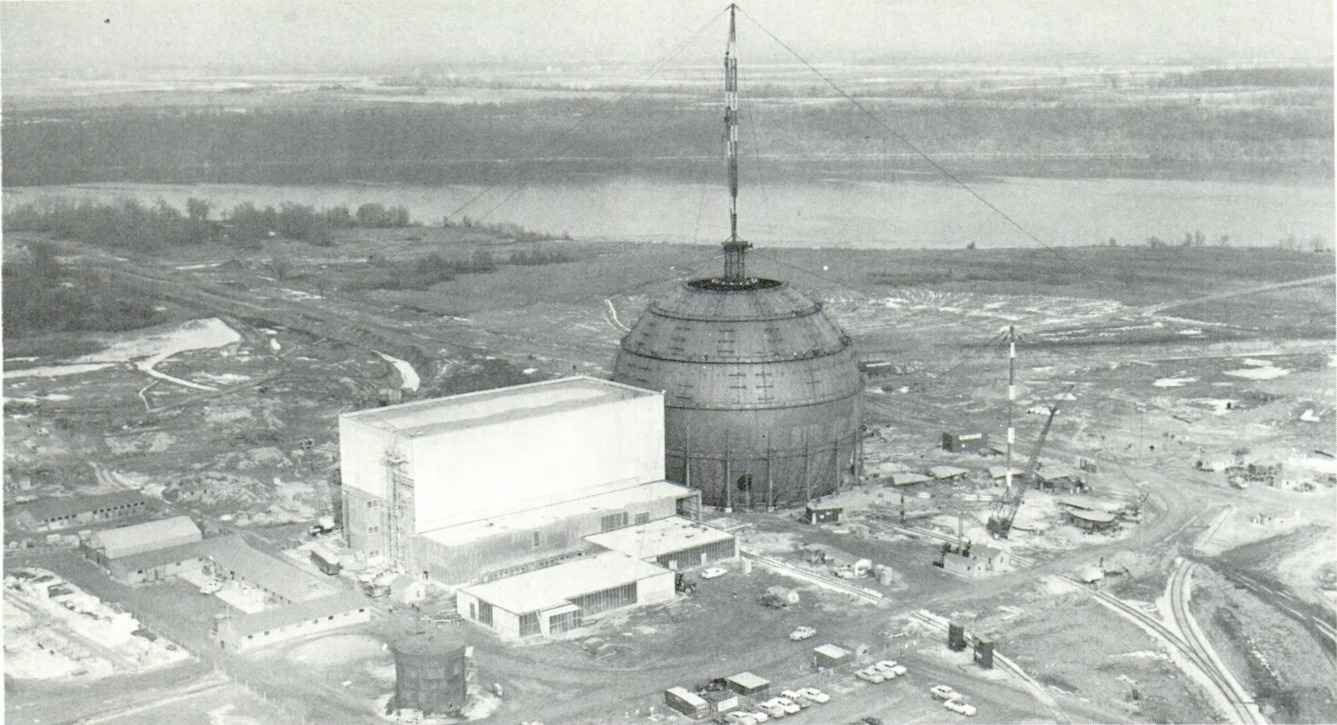
Stavba jaderné elektrárny Dresden

V roce 1954 byl v USA schválen zákon o jaderné energii umožňující soukromým společnostem vyvíjet, vlastnit a provozovat jaderné elektrárny. První soukromě vlastněnou a provozovanou jadernou elektrárnou se tak stalo Vallecitos Nuclear Center (VNC) s reaktorem VBWR (Vallecitos boiling water reactor) otevřené v roce 1957, zde se však jednalo pouze o výzkumný reaktor. Jejím hlavním projektantem byl Samuel Untermyer II. VNC mělo elektrický výkon 24 MW.
V roce 1954 si firma Commonwealth Edison objednala u GE vývoj, stavbu a zprovoznění 192 MW elektrického výkonného reaktoru. Při jeho designu byly využity poznatky z experimentů BORAX a z VNC. Za vhodnou lokalitu bylo vybráno místo poblíž řeky Illinois. Elektrárna byla pojmenována Dresden-1 a její stavba začala v roce 1956, do provozu byla uvedena v roce 1960. Dresden-1 se tak stala první soukromě vlastněnou jadernou elektrárnou postavenou v USA v pravém slova smyslu. Design jaderného reaktoru použitý v Dresden-1 byl nazván BWR-1 a obsahoval již několik prvků charakteristických pro další varné reaktory společnosti GE - toroid sloužící k zkondenzování případné uniknuvší páry z primárního okruhu, sušiče páry, specifické rozvržení reaktorové budovy a kontejnmentu a standardizovaný řídicí a bezpečnostní systém. Tento reaktor používal nucenou cirkulaci chladicí vody a specifický systém dopravy páry na turbínu, který v sobě zahrnoval i několik tepelných výměníků. Blok dosahoval elektrického výkonu 197 MW. V důsledku dalšího vývoje vznikl typ BWR-1 Big Rock Point užívající již jednodušší způsob dopravy páry na turbínu (bez výměníků), který zůstal charakteristickým i pro další varné reaktory GE. Elektrárna měla elektrický výkon 70 MW. Chladicí voda zde cirkulovala přirozeně, což bylo firmou GE zrealizováno už jen na podobné elektrárně Dodewaard v Nizozemsku. Posledním typem reaktoru BWR-1 byl Humboldt Bay, užívající také přirozenou cirkulaci chladiva. Reaktory BWR-1 užívaly různé konfigurace palivových tyčí (6x6 až 12x12). V USA bylo vystavěno celkem 6 reaktorů BWR-1.

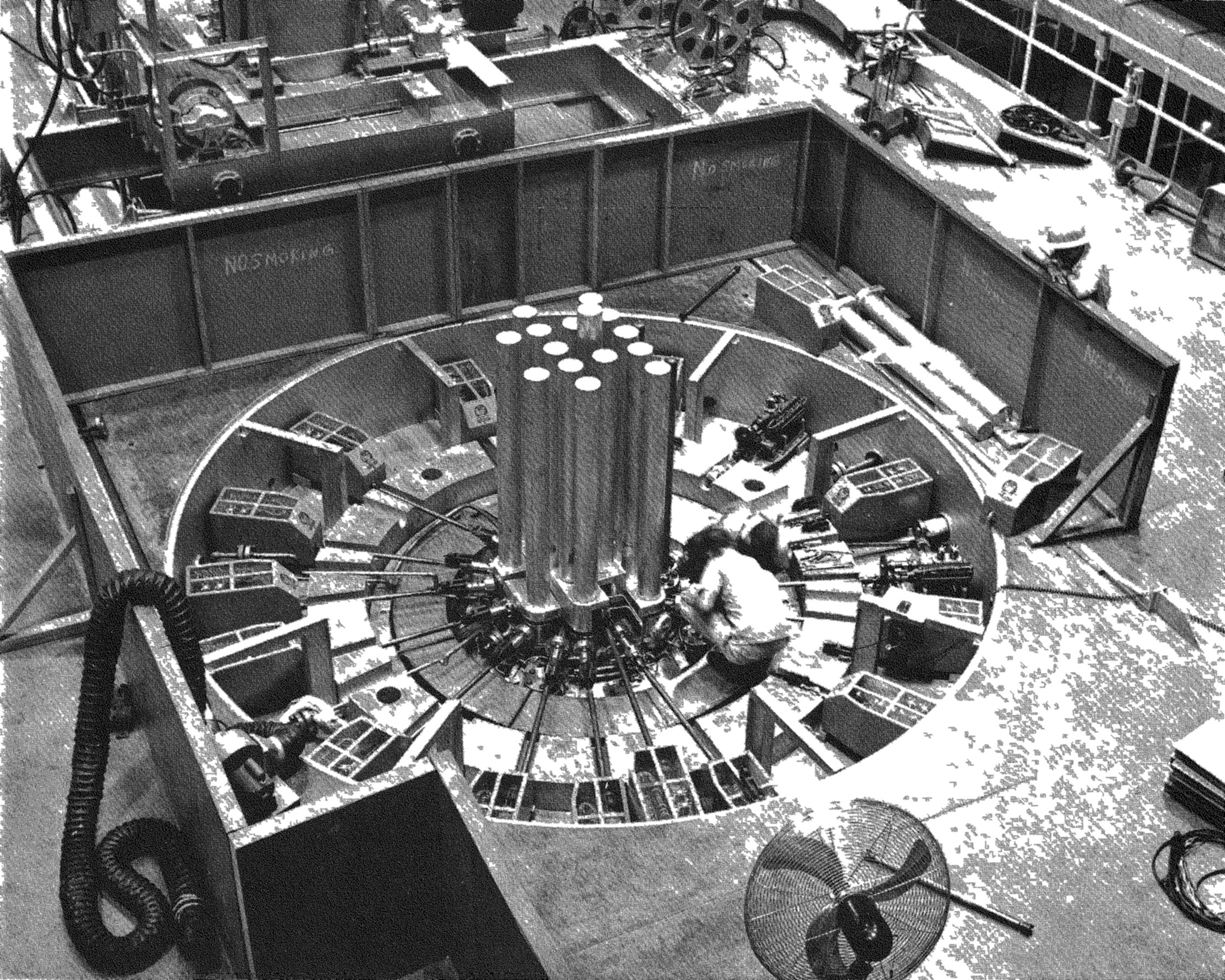
Reaktor BONUS

K dalším projektům spadajícím do první generace varných reaktorů patří závod BONUS (Boliling Nuclear Superheater) v Portoriku. BONUS byl postaven v roce 1963 v součinnosti GE, Atomové komise Spojených státu a portorických úřadů v rámci komplexní přeměny portorické ekonomiky. Jednalo se o prototyp varného reaktoru s integrovaným přehřívákem o celkovém tepelném výkonu 50 MW.
Kromě USA byly poznatky z VNC využity i ve Spolkové republice Německo. Zde pro Jadernou elektrárnu Kahl (uváděna také jako VAK Kahl – Výzkumná jaderná elektrárna Kahl) vyvinuly společně GE a ANL varný reaktor. V průběhu jeho provozu bylo zaznamenáno na devadesát incidentů, z nichž sedm bylo vyhodnoceno jako vážné. GE dále vystavělo blok A v Jaderné elektrárně Gundremmingen, zde se již jednalo o typ BWR-1. V Německu dále byly v rámci první generace vystavěny dva bloky s přehříváním páry, jeden v rámci Jaderné elektrárny Lingen, kde byla pára vytvořená reaktorem (540 MW, typ BWR-1) ohřívána pomocí kotle spalujícího olej (214 MW, celkový elektrický výkon 240 MW), druhý v rámci Jaderné elektrárny Großwelzheim (uváděno také jako HDR Grosswelzheim - Reaktor s horkou párou Grosswalzheim), zde se jednalo o prototyp reaktoru podobný reaktoru BONUS (reaktor s integrovaným přehřívákem).
Reaktor BWR-1 byl provozován také v Itálii v Jaderné elektrárně Garigliano. Tamní reaktor byl čtvrtým provozovaným reaktorem BWR a jedním z nejvýkonnějších reaktorů BWR-1. Dále byl reaktor BWR-1 v již zmiňované Nizozemské elektrárně Dodewaar a v indické elektrárně Tarapur (první indická komerční jaderná elektrárna). Konečně, první japonská (a potažmo asijská) jaderná elektrárna JPDR (Japan Power Demonstration Reactor) byla vybavena reaktorem BWR-1.
Vyjma elektrárny Tarapur byly v roce 2021 všechny bloky s reaktory BWR-1 již uzavřeny.

### Druhá generace

#### GE

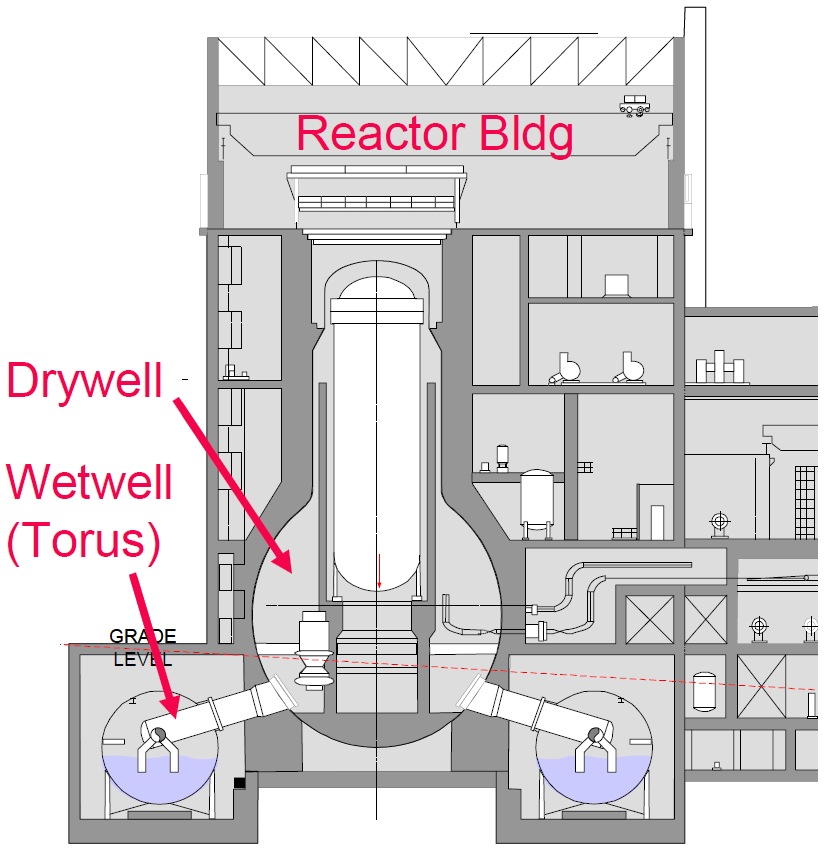
Nákres kontejnmentu Mark I (Drywell – suchá část kontejnmentu, Wetwell (Torus) - mokrá část kontejnmentu (Toroid), Reactor Bldg - Budova reaktoru)

V rámci GE jsou do generace II řazeny reaktory od typu BWR-2, jenž byl uveden na trh v roce 1963. Tento typ (stejně jako následující) také používal nucenou cirkulaci chladiva, toto cirkulovalo v pěti smyčkách s měnitelným výkonem čerpadel. Reaktor byl stejně jako u předchozích typů umístěn v kontejnmentu, tento již byl standardizován a nazýván Mark I. Oproti předchozím typům došlo ke zlepšení bezpečnosti, ekonomičnosti, životnosti a k nárůstu výkonu. Tímto reaktorem byl v USA vybaven první blok elektrárny Nine Mile Point a jediný blok elektrárny Oyster Creek. Mimo USA byl reaktor BWR-2 postaven v Japonsku (Tsuruga - první japonská komerční jaderná elektrárna). V roce 2021 v provozu zůstává jen Nine Mile Point. (Některé zdroje řadí BWR-2 do generace I.) Typický elektrický výkon BWR- 2 byl 650 MW.
V roce 1965 byl uveden typ BWR-3 (Dresden-2 a 3). Došlo opět ke zlepšení bezpečnosti reaktoru, konkrétně se změny týkaly havarijního dochlazování a čerpadel. Také vzrostl elektrický výkon, typicky na 950 MW. Jako poslední typ BWR od GE byly k stavěny pouze s kontejnmentem Mark I. V USA bylo postaveno celkem sedm bloků tohoto typu (kromě uvedených ještě Millstone-1, Monticello, Pilgrim-1 a Quad Cities-1 a 2). Reaktorem BWR-3 jsou dále vybaveny první bloky jaderných elektráren Fukušima I a Šimane v Japonsku. První španělská jaderná elektrárna (Santa Maria de Garoña) disponuje také reaktorem BWR-3. V roce 2021 byla většina bloků BWR-3 v provozu, zbytek byl odstaven a jeden blok byl zničen (Fukušima I)
Zvýšením elektrického výkonu o 20 % (na průměrných 1200 MW) při zachování většiny ostatních parametrů vznikl v roce 1966 typ BWR-4, poprvé postaven v rámci JE Browns Ferry. Některé BWR-4 byly umístěny v kontejnmentech Mark II, některé stále v Mark I. V USA bylo postaveno devatenáct bloků tohoto typu, dále se jeden nachází v Itálii (Caorso), sedm v Japonsku (čtyři bloky v JE Fukušima I, dva v JE Hamaoka a jeden v JE Onagawa) a jeden ve Švýcarsku (JE Mühleberg). První tchajwanská jaderná elektrárna (JE Chinshan) byla vybavená dvěma bloky BWR-4. V roce 2021 byla část bloků BWR-4 odstavena a tři bloky byly zničeny (Fukušima I), zbytek setrvává v provozu.

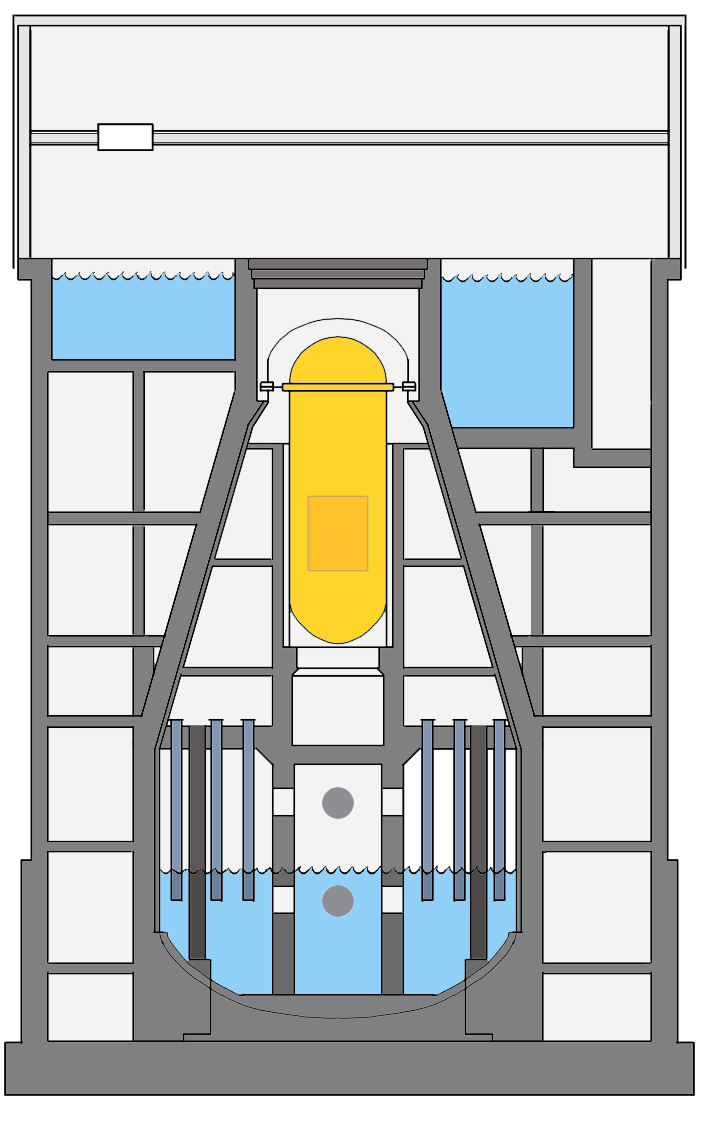
Nákres kontejnmentu Mark II

Typ BWR-5 byl na trh uveden v roce 1969, k dostání byl pouze s kontejnmentem typu Mark II. První takovéto bloky byly postaveny v JE LaSalle. Došlo k vylepšení cirkulačních čerpadel (zlepšení jejich regulace) a havarijního dochlazování, výkon zůstal víceméně stejný. Kromě dvou bloků v JE LaSalle je reaktrorem BWR-5 v USA vybaven ještě jeden blok v JE Shoream. Mimo USA bylo postaveno osmnáct takovýchto bloků v Japonsku a dva v Mexiku (JE Laguna Verde - první a v roce 2021 stále jediná jaderná elektrárna v Mexiku). Kromě japonských bloků byly v roce 2021 všechny v provozu.
Od roku 1972 byla k dostání varianta BWR-6, a to pouze s novým kontejnmentem Mark III. Opět došlo k vylepšení čerpadel. Také byla prodloužena aktivní zóna, což spolu s novými separátory přineslo nárůst elektrického výkonu na průměrných 1500 MW. V USA byly postaveny čtyři takovéto bloky, dva byly postaveny na Tchaj-wanu a po jednom ve Španělsku a Švýcarsku. V roce 2021 byly všechny bloky BWR-6 v provozu.

#### ABB
Kromě GE se výrobou varných reaktorů zabývalo a zabývá několik další firem. Jednou z nich je ABB, jejíž dříve samostatná součást ABB Atom (původně švédská ASEA-Atom) se významně podílela na švédském mírovém jaderném programu. Jeho součástí byla i první švédská velká komerční jaderná elektrárna Oskarshamn. Design jejího prvního bloku (nazvaný AA-I) vycházel z předchozích výzkumných reaktorů, v jejich případě se ovšem o lehkovodní varné reaktory nejednalo. Výstavba prvního bloku byla spuštěna v roce 1966, k síti byl připojen v roce 1971. Hrubý elektrický výkon bloku byl 491 MW. Tento blok byl vybaven největší parní turbínou svého druhu na světě. K jeho uzavření došlo v roce 2017. V rámci AA-I byl dále postaven první blok švédské JE Ringhals (taktéž uzavřen).

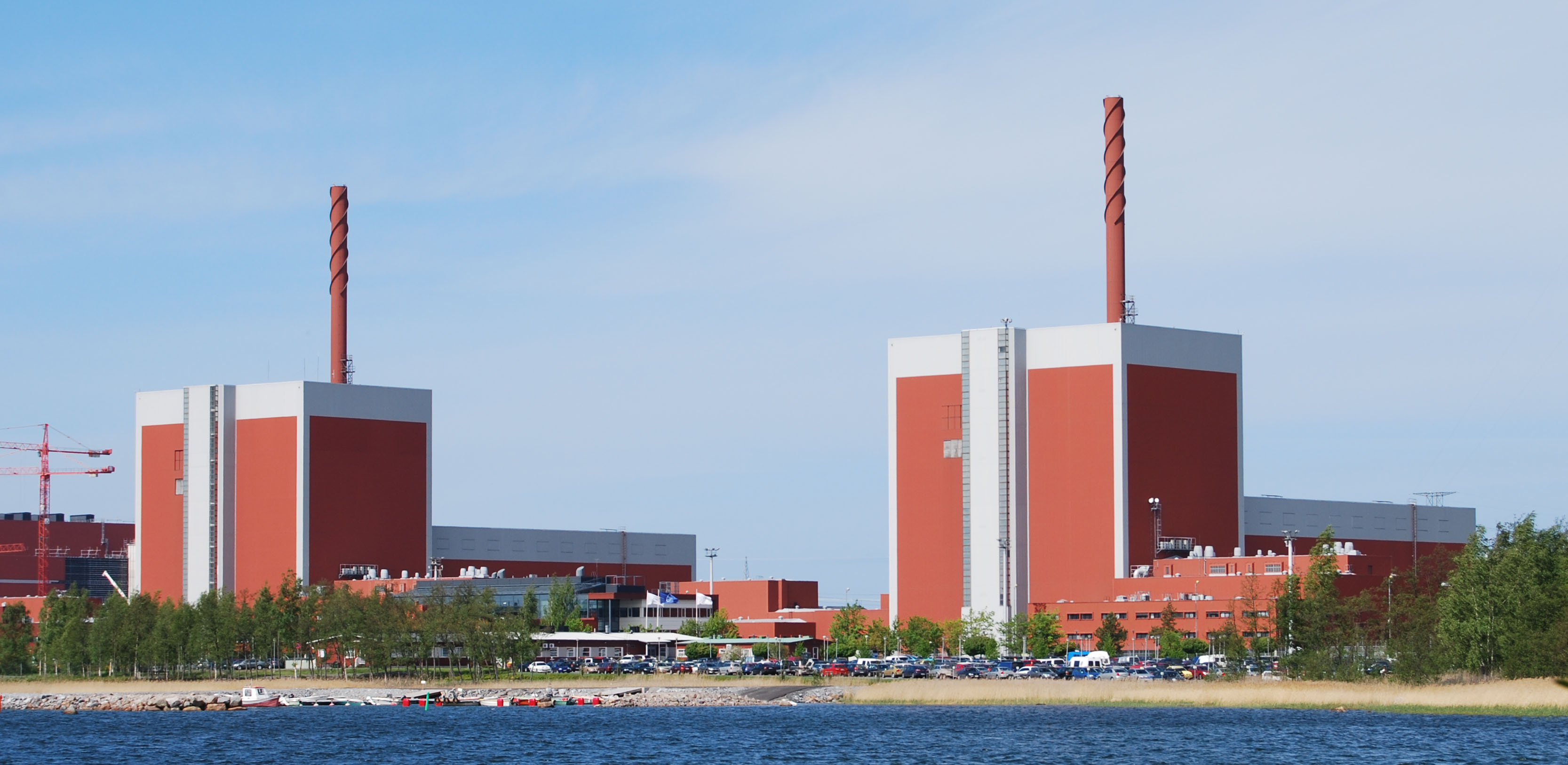
První a druhý blok JE Olkiluoto

Vylepšením designu AA-I vznikl AA-II. Jeho elektrický výkon byl původně zamýšlen okolo 580 MW, postupně byl ovšem zvýšen na 630 MW a existovaly dokonce plány na jeho zvýšení k 850 MW. Byly postaveny celkem tři bloky tohoto typu, všechny ve Švédsku (druhý blok JE Oskarshamn a první a druhý blok JE Barsebäck). Všechny bloky tohoto typu jsou již uzavřeny.
Dalším zvýšením výkonu vznikl typ AA-III (označovaný IAEA také jako-BWR 2500), tento se dočkal i exportu. První blok tohoto typu byl k síti připojen v roce 1978 ve finské JE Olkiluoto, tento byl za necelý rok následován druhým blokem AA-III. Další dva bloky byly realizovány ve švédské JE Forsmark. Průměrný hrubý elektrický výkon těchto bloků byl přibližně 1000 MW. V roce 2021 byly všechny v provozu.
Vrchol vývoje švédských reaktorů představuje model AA-IV (označovaný IAEA také jako BWR-3000) realizovaný na třetích blocích JE Forsmark a JE Oskarshamn (oba připojeny k síti v roce 1985). Oproti modelu AA-III došlo k dalšímu zvýšení výkonu a zlepšení bezpečnosti. Hrubý elektrický výkon přesahoval 1100 MW a blok v Oskarshamn byl se svými 1400 MW mezi roky 1985 a 2012 nejvýkonnějším varným reaktorem. V roce 2021 byly oba bloky stále v provozu. (Některé zdroje reaktory AA-III a AA-IV označují jako BWR 75.)

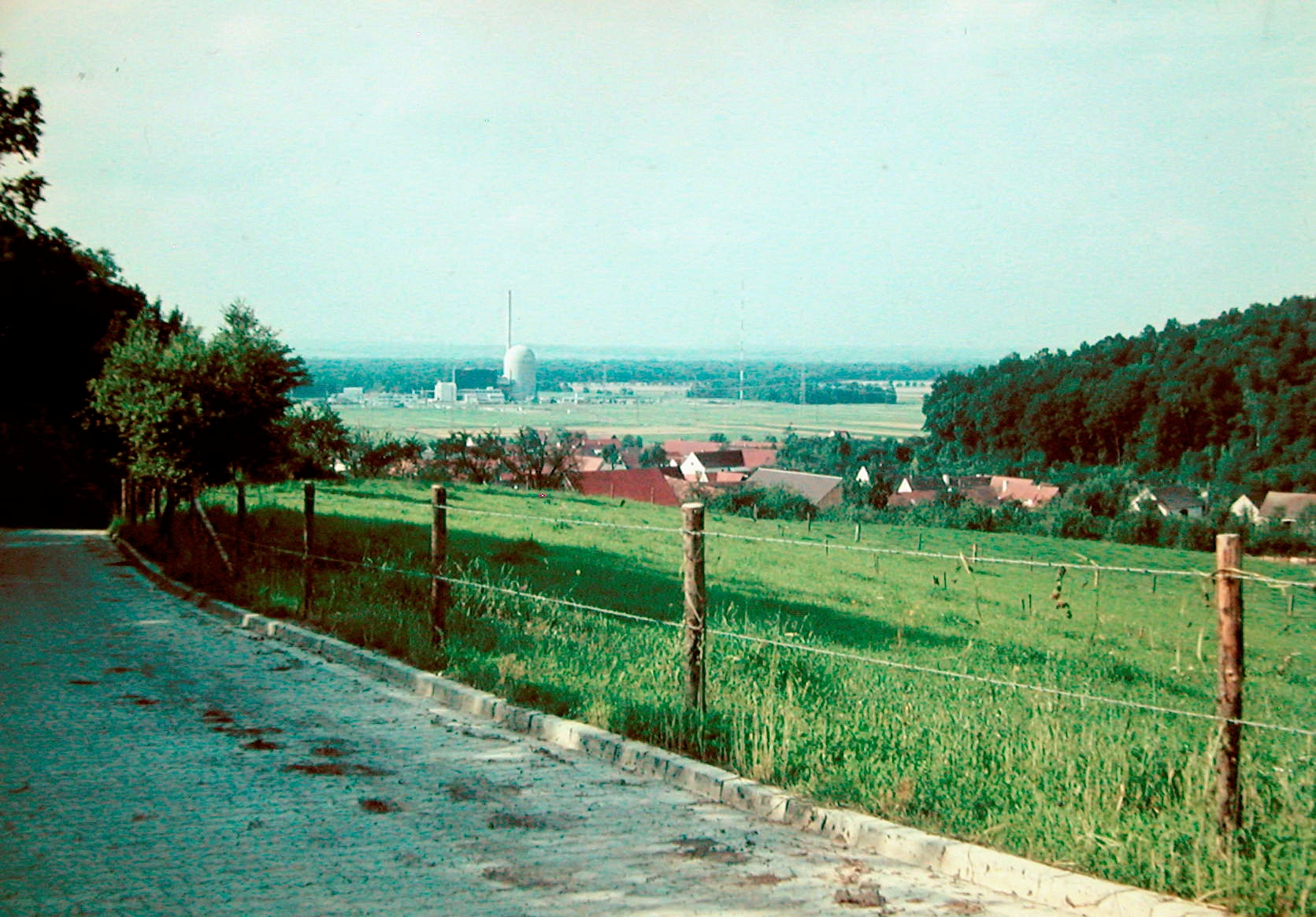
Druhý blok JE Gundremmingen

#### KWU
V roce 1969 vznikla v německém Mülheimu firma Kraftwerk Union (KWU), a to sloučením energetických divizí firem Siemens a AEG. Do té doby se na poli jaderných reaktorů zabývala firma AEG výrobou licenčních varných reaktorů od GE a firma Siemens výrobou licenčních tlakovodních reaktorů od Westinghouse. V roce sloučení byla také navržena takzvaná Linie 69 (Baulinie 69) s typickým kulovitým kontejnmentem a průměrným hrubým elektrickým výkonem okolo 800 MW. IAEA tento koncept označuje jako BWR-69 (podobně jako jeho nástupce BWR-72). V Německu bylo postaveno pět takovýchto bloků, k jejich uzavření došlo v roce 2011. Další bloky byl postaven v Rakousku (JE Zwentendorf), na základě referenda však nebyl nikdy spuštěn.
Dalším vývojovým krokem byla Linie 72, která byla navržena v roce 1972. Tato měla kontejnment válcového tvaru. Oproti linii 69 byl celkově přepracován design a koncepce jednotlivých součástí, došlo také k zlepšení bezpečnosti. V rámci linie 72 byly postaveny pouze dva bloky (blok B a C) JE Gundremmingen, přičemž v roce 2021 byl blok B uzavřen a blok C stále v provozu. Jejich hrubý elektrický výkon byl 1344 MW.

### Třetí generace

#### GE

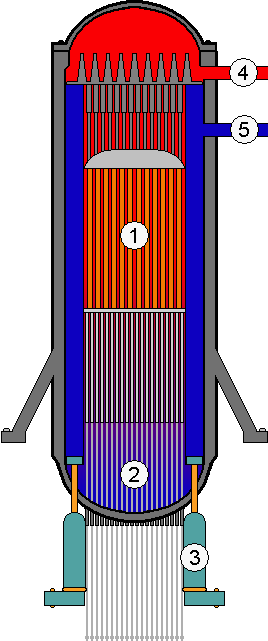
Tlaková nádoba reaktoru ABWR. 1: aktivní zóna, 2: regulační tyče, 3: cirkulační čerpadla, 4: parní kolektor, 5: napájecí potrubí

Na přelomu osmdesátých a devadesátých let dvacátého století zahájila firma GE vývoj Pokročilého varného reaktoru (Advanced boiling water reactor – ABWR), jenž byl v roce 1997 certifikován u NRC (Nuclear Regulatory Commision). Projekt ABWR v sobě zahrnoval jak zkušenosti GE z předchozích šesti typů varných reaktorů, tak mnohé tehdejší pokročilé technologie - vyšší zapojení počítačového řízení (plně digitalizovaného), zvýšení míry automatizace a jiné. Došlo také ke zlepšení bezpečnosti (například snížení šance poškození aktivní zóny) a k dalšímu nárůstu elektrického výkonu (na průměrných 1380 MW hrubého elektrického výkonu). Došlo také k nárůstu životnosti reaktoru. Na vývoji čerpadel se podílela i tehdejší švédská firma ASEA-Atom, design řídicích tyčí pocházel z varných reaktorů firmy KWU. První reaktor ABWR byl k síti připojen v Japonsku v roce 1996, přičemž celkem zde byly postaveny čtyři bloky (šestý a sedmý blok JE Kashiwazaki Kariwa, pátý blok JE Hamaoka a druhý blok JE Shika) a další dva byly v roce 2021 rozestavěny (JE Ōma a třetí blok JE Šimane). Několik dalších bloků ABWR bylo v Japonsku plánováno, po havárii elektrárny Fukušima I však byla jejich výstavba zrušena nebo se stala minimálně nejistou. Další dva bloky byly v roce 2021 rozestavěny v tchajwanské JE Lungmen. V USA byly plánovány dva bloky ABWR v rámci Projektu South Texas, avšak z ekonomických důvodů nebyla do roku 2021 zahájena jejich výstavba a navíc v roce 2018 odebrala NRC této stavbě povolení. V roce 2017 byl projekt ABWR zaregistrován i u ONR (Office for Nuclear Regulation), což umožnilo jeho výstavbu ve Spojeném království. Celkem měly být postaveny čtyři bloky (po dvou v JE Oldbury a JE Wylfa), výstavba však byla z ekonomických důvodů zrušena v roce 2019. Další dva bloky měly být postaveny v litevské JE Visaginas, výstavba však byla zrušena v roce 2016, opět z ekonomických důvodů.
V roce 1991 začal v GE vývoj nástupce reaktoru ABWR, tento byl pojmenován ABWR II. Tento typ měl mít oproti předchozímu vyšší výkon (ačkoli byly uvažovány i varianty s nižším výkonem), a především nižší cenu, nižší provozní náklady, kratší dobu výstavby a možnost používat více druhů paliva. Také bezpečnost měla být zvýšena. Výstavba těchto bloků měla začít koncem prvního desetiletí dvacátého prvního století, v roce 2021 však nebyla známa ani plánovaná výstavba takovéhoto bloku. Získané znalosti však byly použity v rámci dalších projektů.
Paralelně s vývojem reaktorů ABWR a ABWR II probíhal od začátku devadesátých let dvacátého století v GE vývoj Zjednodušeného varného reaktoru (Simplified boiling water reactor - SBWR). První varné reaktory používaly vcelku jednoduché systémy, jejichž složitost (a také cena) však s postupným vývojem rostla a maxima dosáhla právě u reaktorů ABWR. Vzhledem k podmínkám na trhu tak GE hledalo levnější a jednodušší variantu varného reaktoru. Toto měl splňovat právě reaktor SBWR a to do té míry, že jeho cena měla být srovnatelná s cenou uhelného bloku podobného výkonu. V rámci zjednodušování byl kromě jiného kladen i velký apel na pasivitu bezpečnostních systémů, což mělo vést k absenci drahých bezpečnostních systémů (jakou jsou například dieselgenerátory). Tyto požadavky společně s požadavkem na krátkou dobu výstavby způsobily, že maximální elektrický výkon takovéhoto bloku byl stanoven na 600 MW. Dalším důležitým prvkem byla přirozená cirkulace chladiva (podobně jako některých BWR-I). Přes velký teoretický potenciál však projekt SBWR neopustil stádium návrhu, ačkoli byl proveden pokus o registraci u NRC (žádost však byla posléze stažena). Získané znalosti však byly použity v rámci dalších projektů.
V roce 2007 vznikla z jaderných částí firem GE a Hitachi firma GE Hitachi Nuclear Energy (GEH), která od GE převzala projekty varných reaktorů včetně ABWR, ABWR II a SBWR.

#### Hitachi
Vlastní Zjednodušený varný reaktor vyvíjela i firma Hitachi (Hitachi Simplified BWR - HSBWR). Většina vlastností a požadavků (včetně plánovaného výkonu) byla podobná reaktoru SBWR. Lišil se však uspořádáním kontejnmentu či rozměry reaktorové nádoby. Projekt nebyl nikdy licencován, avšak data z něj byla použita při návrhu ESBWR .
Paralelně s HSBWR vyvíjela firma Hitachi i vlastní Pokročilý varný reaktor (Hitachi Advanced Boiling Water Reactor - HABWR). Tento měl dosahovat stejného výkonu jako HSBWR, byl zde však kladen větší důraz na spolehlivost výroby elektřiny a nízkou pořizovací cenu, naopak nebyl činěn takový tlak na pasivitu systémů. Některé prvky byly převzaty z ABWR, celkově byla snaha užít spíše ověřené prvky a součásti. Projekt nikdy neopustil stádium návrhu, však data z něj byla použita při návrhu ESBWR.

#### ABB
Na reaktory ABB navázal v devadesátých letech dvacátého století projekt BWR 90. Tento měl za cíl aplikovat na starší projekty tehdejší nové technologie, jako například použití nových paliv. Dalším cílem bylo zjednodušení celé elektrárny (ačkoli nebylo dosaženo takového zjednodušení jako u SBWR), navýšení bezpečnosti a možnosti regulace výkonu. Také měla být snížena frekvence a doba odstávek, stejně tak doba výstavby. Hrubý elektrický výkon se měl pohybovat kolem 1500 MW. Původně bylo plánováno postavit několik jednotek ve Švédsku a dva bloky ve Finsku, žádný z nich však nepřekročil fázi návrhu .
Přímým nástupcem projektu BWR 90 byl BWR 90+. Jeho cílem bylo připravit projekt vhodný pro dvacáté první století, což především znamenalo snížení pořizovacích a provozních nákladů elektrárny, dále zvýšení spolehlivosti a bezpečnosti. Některé součásti byly zcela přepracovány (například kontejnment), jiné byly skoro stejné jako u předchozích projektů (reaktorová nádoba). Také měla být zvýšena míra digitalizace a opět mělo dojít ke zkrácení frekvence a délky odstávek, stejně jako délky výstavby. Díky všem vylepšením vzrostl hrubý elektrický výkon jednoho bloku na 1600 MW. V roce 2021 nebyla zahájena výstavba byť jediného bloku BWR 90+.
Na základě projektů BWR (BWR 90 a BWR 90+) vyvíjela firma ABB i vlastní pokročilý varný reaktor. Firma se však v roce 2000 stala součástí firmy British Nuclear Fuel. Tato se následně spojila s firmou Westinghouse, a tato byla pohlcena firmou Toshiba, pod jejímž jménem je tento koncept ABWR znám (Toshiba ABWR). Firma Toshiba se nicméně po čase připojila k vývoji ABWR spolu s GE a Hitachi, přičemž zkušenosti z Toshiba ABWR byly užity v rámci tohoto projektu.

### Generace III+

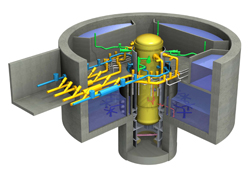
Řez kontejnmentem reaktoru ESBWR

#### ESBWR
V roce 2014 byl NRC certifikován projekt Ekonomický zjednodušený varný reaktor (Economic Simplified Boiling-Water Reactor - ESBWR), přičemž jeho autorem byla firma GEH. ESBWR je založeno na předchozích projektech této firmy, jmenovitě ABWR, ABWR II, SBWR, HSBWR a HABWR, oproti nim byl však vylepšen. Z SBWR byl převzat apel na pasivní bezpečnostní systémy, stejně tak počítá pouze s přirozenou cirkulací chladiva primárního okruhu. Bezpečnostní systémy však byly značně vylepšeny, větší roli také dostala prevence nehod. Také byla zvětšena reaktorová nádoba pro snížení hustoty výkonu. Na základě nehody Fukušimy I byla zvýšena i odolnost vůči živelným katastrofám. Dále měla být prodloužena životnost a doba mezi odstávkami, zvýšena možnost regulace výstupního výkonu, snížena pořizovací cena, provozní náklady a také doba výstavby. Průměrný hrubý elektrický výkon je uváděn jako 1600 MW. Výrobce udává, že se jedná o nejbezpečnější typ lehkovodního reaktoru na světě. Modelový blok měl být postavený v JE Grand Gulf, žádost o povolení však byla vlastníkem elektrárny v roce 2015 stažena. V roce 2021 byly plánovány pouze dva bloky ESBWR, oba v USA, konkrétně se jednalo o třetí bloky elektráren Fermi a North Anna.

#### SWR-1000 (KERENA)
Německé zkušenosti s designem, výstavbou a provozem varných reaktorů měly být využity v projektu SWR-1000 (Siedewasserreaktor 1000). Tento vznikl v roce 1992 a v roce 2009 byl přejmenován na KERENA. Projekt vznikl pod hlavičkou tehdejší firmy FRAMATOME, konkrétně v části patřící původně firmě Siemens (návaznost na KWU). Tato se v roce 2001 stala součástí firmy Areva. Základním požadavkem byla vysoká míra užití pasivních bezpečnostních prvků a elektrický výkon kolem 750 MW. V průběhu designu však bylo rozhodnuto (především z ekonomických důvodů) o zvýšení výkonu na přibližně 1000 MW (odtud část názvu). Dalšími požadavky bylo zachování kontroly elektrárny za většiny jejich stavů, nízká pravděpodobnost nadprojektových havárií, omezení úniku radioaktivity při tavení aktivní zóny na minimální míru, nízké náklady a krátké odstávky. Toto vše si vyžádalo zvětšení reaktorové nádoby či zvětšení zásob vody. Pozornost také byla věnována prevenci nehod. V průběhu projektu byl nadále zvyšován hrubý elektrický výkon, který nakonec dosáhl 1290 MW. V roce 2002 byl tento typ zaregistrován u NRC. V roce 2021 nebyla zahájena výstavba byť jediného bloku KERENA.

#### EU-ABWR
Od devadesátých let dvacátého století probíhal ve firmě Toshiba vývoj verze reaktoru ABWR určeného pro evropský trh. Tato měla splňovat bezpečnostní požadavky států EU, což bylo zajištěno především aplikací tehdy nejnovějších poznatků v oblasti ochrany do hloubky. Kromě toho byl také navýšen elektrický výkon na 1600 MW hrubého elektrického výkonu. Do roku 2021 však projekt nebyl ještě licencován.

## Popis
Varný reaktor se skládá z několika základních částí: reaktorová nádoba, jaderné palivo, moderátor, systém odvodu tepla, reflektor, stínění reaktoru, systém řízení reaktoru a bezpečnostní systémy. Na tyto navazují další části jaderné elektrárny, které jsou pro provoz reaktoru nutné. Mezi tyto patří elektrický generátor, v mnoha případech kontejnment, vodní hospodářství a jiné.

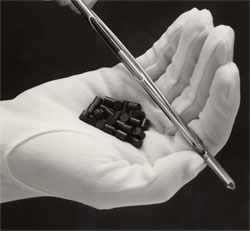
Peletky z oxidu uraničitého a trubka ze zirkonia, do které budou uloženy

### Palivo
Palivem pro varné reaktory je velmi podobné palivu pro tlakovodní reaktory. Skládá se z jednotlivých peletek UO2, které jsou zasunuty v trubkách ze slitin zirkonia. Trubky jsou utěsněny, mezery mezi nimi a pletkami jsou pro zlepšení přestupu tepla vyplněny heliem a na jejich konci je pružina pro zamezení pohybu peletek. Tyto trubky jsou pak spojeny do jednotlivých souborů, kde jsou upevněny ve čtvercové mřížce (v každém souboru je jich několik), přičemž jejich počet v jednom souboru se liší typ reaktoru od typu reaktoru, typicky 34 u starších modelů až po 96 u těch nejnovějších, což však nejsou čísla odpovídající čtvercovému uspořádání trubek. Místo některých trubek s palivem jsou totiž trubky, kterými protéká moderátor. U starších reaktorů jsou soubory vybaveny obálkou ze slitiny zirkonia, která částečně zlepšuje neutronické a termohydraulické vlastnosti aktivní zóny, absorbuje však také neutrony. Množství takovýchto souborů pak záleží na typu reaktoru. Konce souborů jsou vybaveny paticemi, které je v reaktoru udržují na místě. V některých případech obsahuje palivo i vyhořívající absorbátory (např. gadolinium), mající za úkol zlepšit chování reaktoru. Jednotlivé soubory také mohou mít jak horizontálně, tak i vertikálně profilované obohacení.

### Regulační tyče a jejich pohon

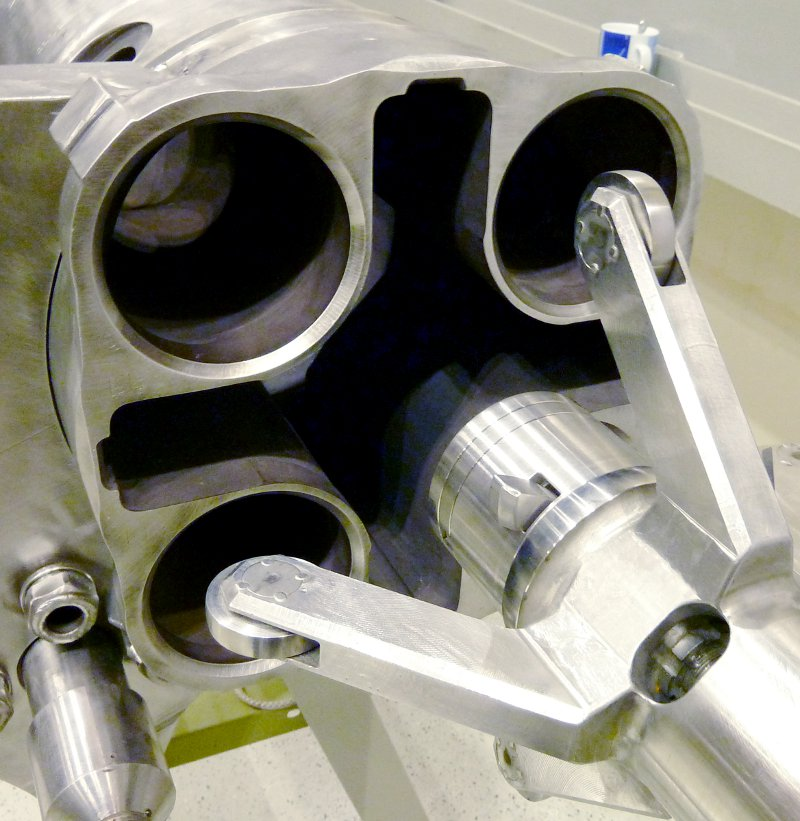
Vodicí trubka regulační tyče pro JE Zwentendorf

Na rozdíl od PWR mají u BWR regulační tyče vodorovný průřez ve tvaru řeckého kříže a jsou zasouvány vždy mezi čtyři palivové soubory. Jako absorbátor v nich slouží bor či hafnium. Tyto jsou do reaktoru zasouvány zespodu, na vrcholu reaktoru jsou totiž umístěny separátory vlhkosti. Při zasouvání shora by také regulační tyče vnikaly nejprve do oblasti obsahující více vodní páry, kde je již beztoho snížená míra moderace, tudíž by dále zvyšovaly axiální nevyrovnanost rozložení výkonu. Kvůli způsobu zasouvání mají tyče na svém dolním konci rozšíření, která zpomalují jejich pád v případě havárie. Do reaktoru jsou zasouvány mechanicky či hydraulicky, mechanický způsob je jemnější a slouží za normálního provozu, hydraulický přichází ke slovu v havarijních podmínkách (k zasunutí totiž nejde použít gravitaci) a je nezávislý na dodávce elektřiny. U reaktorů s přirozenou cirkulací je toto za normálních podmínek jediná metoda regulace výkonu.

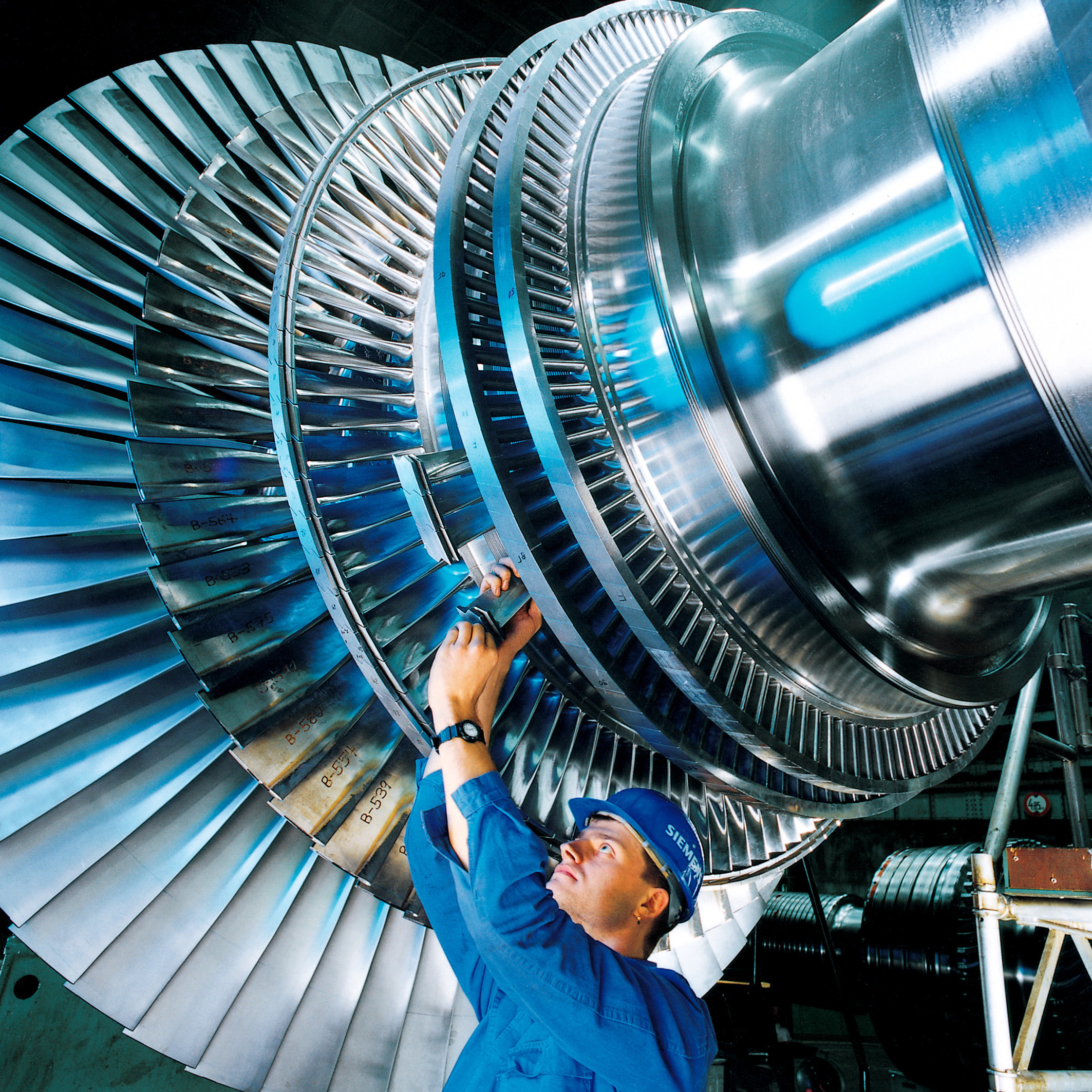
Rotor parní turbíny

### Systém odvodu tepla
Jako v ostatních lehkovodních reaktorech i varné reaktory jsou chlazeny lehkou vodou. Tato se v reaktoru přeměňuje na páru a ta putuje typicky přímo na turbínu. V historii však bylo i několik systémů s poněkud složitější cestou páry (nepřímý oběh). Po průchodu turbínou pára kondenzuje na vodu v kondenzátoru, načež tato je pomocí napájecích čerpadel dopravena zpět do reaktoru, kterým voda prochází buď díky přirozeným procesům, nebo je čerpána dalšími čerpadly. Na základě odlišností ve způsobu práce s chladivem tak můžeme rozdělit varné reaktory na tři skupiny: reaktory s duálním oběhem a nucenou cirkulací, reaktory s přímý oběhem a přirozenou cirkulací a reaktory s přímým oběhem a nucenou cirkulací.

#### Duální oběh s nucenou cirkulací
Tento způsob byl zvolen u prvních BWR, například u reaktoru Dresden-1. V tomto případě putuje část páry přímo na turbínu, část však putuje na primární stranu protiproudého tepelného výměníku. Pára po průchodu turbínou kondenzuje v kondenzátoru a odchází do napájecí nádrže. Zde jedna její část putuje přes napájecí čerpadlo přímo do reaktoru, kde je rozváděna pomocí dalších čerpadel, část pak na sekundární stranu výše zmíněného výměníku, kde se díky teplu od primární páry mění na páru, která je odváděna na turbínu. Na primární straně výměníku pak pára kondenzuje a je odváděna do napájecí nádrže. Výhodou tohoto řešení je nižší kontaminace turbíny, nevýhodou je pak vyšší složitost elektrárny (a taktéž vyšší cena) a nižší účinnost cyklu.

#### Přímý oběh s přirozenou cirkulací
Tento způsob chlazení byl opět zvolen u prvních BWR, například u reaktoru Humboldt Bay, na rozdíl od předchozího by však měl najít uplatnění i v budoucích blocích. Zde veškerá pára putuje na turbínu, po vykonání práce a zkondenzování pak všechna putuje přes napájecí nádrž a napájecí čerpadlo do reaktoru, kde se rozvádí přirozeně (bez dalších čerpadel). Výhodou tohoto řešení je nižší složitost (a cena) elektrárny, nevýhodou pak složitější regulace výkonu reaktoru a vyšší kontaminace turbíny. S tímto způsobem oběhu počítají všechny typy zjednodušených varných reaktorů.

#### Přímý oběh s nucenou cirkulací
Přímý oběh s nucenou cirkulací je nejčastějším způsobem odvodu tepla z BWR. Poprvé byl použit u reaktoru Big Rock Point a od té doby převládá. Je velmi podobný přímému chlazení s přirozenou cirkulací, ovšem s tou výjimkou, že voda je v reaktoru rozváděna pomocí dalších čerpadel a ne přirozeně. S tímto způsobem počítají i některé budoucí projekty (například KERENA). Výhodou tohoto systému je možnost regulace výkonu reaktoru pomocí vnitřních čerpadel, nevýhodou je vyšší složitost a vyšší kontaminace turbíny.

#### Parní turbína
Jak již bylo řečeno, po opuštění reaktoru putuje pára typicky přímo na parní turbínu. Její provedení záleží na typu reaktoru, typicky se však skládá z jednoho vysokotlakého a několika nízkotlakých těles, jež jsou společným hřídelem spojeny s generátorem. Mezi vysokotlakým a nízkotlakými díly je pára pro zvýšení účinnosti přihřáta ostrou parou (pára přímo z reaktoru). Turbíny a související potrubí musí být vybaveny stíněním, neboť na ně z reaktoru pronikají radionuklidy.

##### Generátor
Pro bezpečné fungování reaktoru je nutná elektrická energie. Ta je primárně vyráběna výše zmíněným generátorem. Ten je umístěn mimo stínění turbíny.

#### Kondenzátor a systém napájecí vody
Po vykonání práce na turbíně putuje pára do kondenzátoru, kde dochází k její kondenzaci. Tento se může skládat z více těles. Nízká teplota vody na sekundární straně kondenzátoru je zajištěna buď tím, že je čerpána přímo z blízkého moře (či oceánu), nebo (pokud není moře v blízkosti) je chlazena v chladicích věžích. Po výstupu z kondenzátoru je voda ze sekundární strany vracena zpět do moře či do chladicí věže. V případě výpadku turbíny je možné páru z reaktoru přepouštět přímo do kondenzátoru. Voda z primární strany je po opuštění kondenzátoru předehřívána pomocí několika regeneračních ohříváků, načež prochází napájecím čerpadlem a přes další ohříváky je poslána zpět do reaktoru.

#### Čerpadla pro cirkulaci vody v reaktoru
V případě variant s nucenou cirkulací je reaktor vybaven čerpadly. U starších typů reaktoru se tato čerpadla nacházela mimo reaktor a měla klasické asynchronní motory, u novějších (u GE od BWR-3, u ostatních firem již u prvních typů) jsou čerpadla integrována v tlakové nádobě a mají tzv. mokré asynchronní motory. K nim je proud dodáván přes frekvenční měniče, tudíž je možné průběžně měnit jejich výkon a tím i množství vody tekoucí do reaktoru. Toto množství pak ovlivňuje množství vodní páry v reaktoru, na němž závisí moderace, a tudíž i výkon reaktoru. Vzhledem k tomu, že varné reaktory mají (na rozdíl například od RBMK) záporný dutinový koeficient, vede zvýšení průtoku vody k nárůstu výkonu. (Záporný dutinový koeficient také znamená, že nárůst tlaku v reaktoru zvyšuje výkon.) Použití integrovaných čerpadel snižuje celkovou délku potrubí, což snižuje tlakové ztráty a množství ionizujícího záření, a zamezuje únikům vody přes ucpávky. Výhodou externích čerpadel je pak jednodušší přístup k nim, vyšší účinnost a také jejich jednodušší výměna.

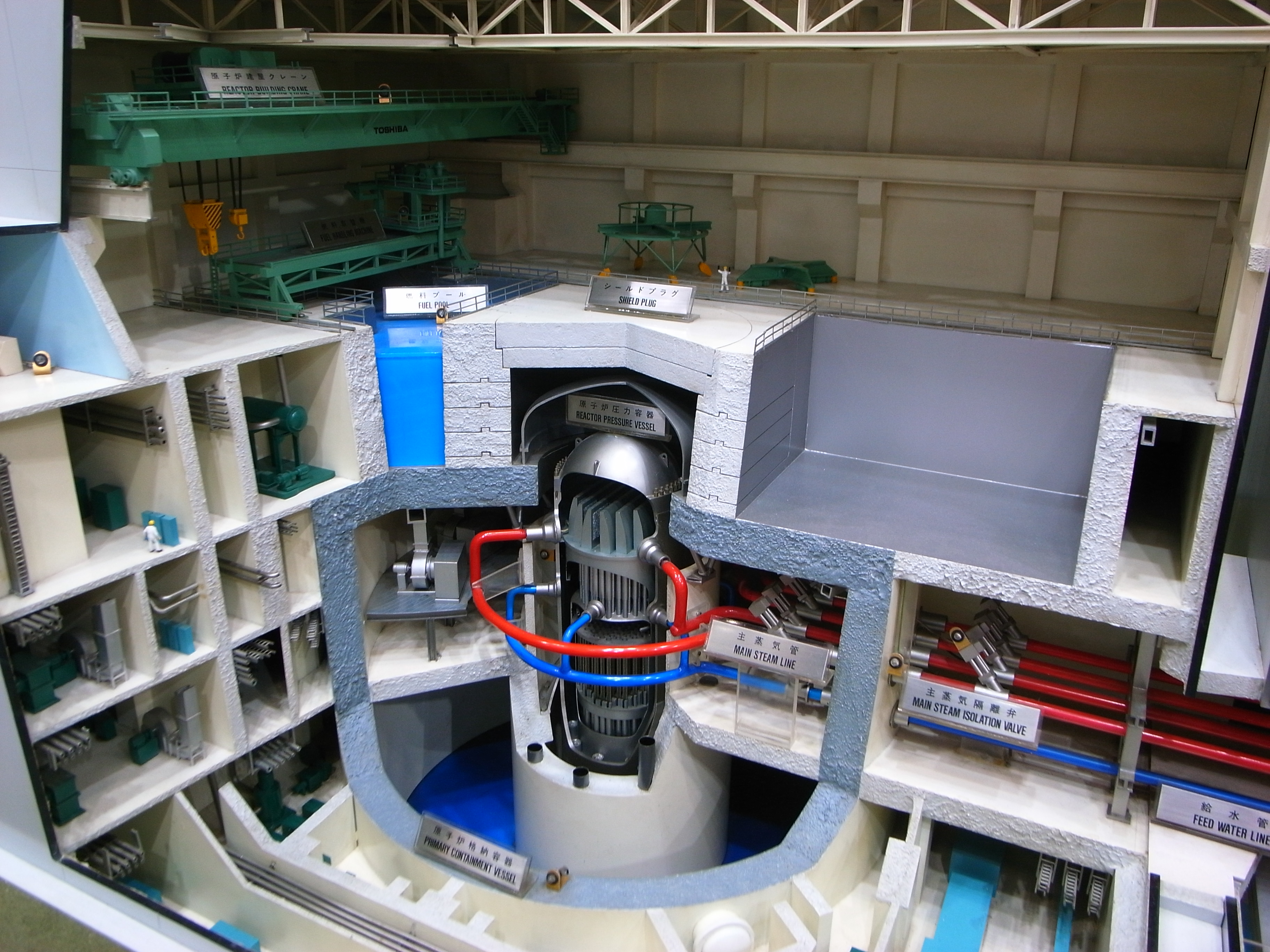
Fotografie modelu ABWR i s kontejnmentem

### Kontejnment
Na rozdíl od jiných reaktorů byly reaktory BWR již od prvních komerčních typů obklopeny kontejnmentem. První reaktory GE byly obklopeny nestandardizovanými kontejnmenty, které se skládaly pouze ze suché části. Některé reaktory BWR-I však byly umístěny již v kontejnmentech Mark I. Ty se skládaly ze dvou částí. Suchá betonová část kontejnmentu, ve které byl umístěn reaktor, měla tvar obrácené žárovky. Tato byla jakoby usazena ve vlhké kovové části kontejnmentu ve tvaru toroidu, jež byla vyplněna vodou. Případná uniknuvší pára pak měla unikat do suché části a z ní trubkami do části vlhké, kde měla probublávat vodou a kondenzovat, což mělo za úkol snížit tlak v suché části. Bazén skladování se nacházel vedle reaktoru. Kontejnment Mark I byl součástí jaderné elektrárny Fukušima I. Nebyl však připraven na havárii takového rozsahu a byl zničen explozí vodíku.
Z typu Mark I byl vyvinut Mark II. Zde byla mokrá část také betonová a byla umístěna přímo pod suchou částí, která měla tvar kužele a se kterou byla již spojena přímo. Bazén skladování se nacházel nad suchou částí, takže voda z něj mohla v případě nouze zaplavit suchou část. Jak u Mark I, tak i u Mark II se kontejnment přimyká blízko k reaktoru a je obklopen dalšími místnostmi, ve kterých je za provozu udržována atmosféra inertního plynu o sníženém tlaku a které dohromady tvoří kvádr. Vzhledem k tomu, že majorita varných reaktorů má právě kontejnment Mark I či II, je možné tyto poznat právě dle tvaru reaktorové budovy. (Ačkoli některé PWR mají tvar reaktorové budovy podobný.)
Kontejnment Mark III je více podobný kontejnmentům PWR. Je tvořen velkou betonovou budovou s kopulí, která je však nadále rozdělena na mokrou a suchou část. Bazén skladování se nachází mimo kontejnment. Podobný kontejnment mají i reaktory ABWR, zde však byla snaha o maximální integraci, což vedlo ke snížení množství vnitřních stěn, zkrácení doby výstavby a snížení zatížení základů. Kontejnment už také není nadále nutné vyplňovat inertním plynem, což vede ke snížení nákladů. Na tyto navazují kontejnmenty reaktorů SBWR a ESBWR, které jsou navrženy tak, aby odolaly ještě větším silám a přestály jak vysoké vnitřní tlaky, tak silná zemětřesení či tornáda. S postupným vývojem kontejnmentů GE také rostlo množství vody v nich uložené.
Podobně kontejnmenty měly také reaktory ABB a KWU. Stejné bylo dělení na mokrou a suchou část, podobný byl také vývoj od spíše menších kontejnmentů ke kontejnmentům větším s větší zásobou vody. Odlišné bylo rozvržení místností a celkový tvar kontejnmentu, stejně jako některé podružné systémy.
Některé kontejnmenty (jmenovitě u reaktorů BWR-2, 3 a (E)SBRW) měly na vrcholu kontejnmentu umístěn tepelný výměník pro snižování teploty v kontejnmentu.

### Bezpečnostní systémy
V případě nárůstu vnitřního tlaku jsou BWR vybaven ventily, které slouží k vypuštění části páry do kontejnmentu, přičemž část z nich je ovládána ručně a část automaticky. Z tohoto důvodu se předpokládá, že v reaktoru nemohou za žádných okolností nastat takové podmínky, aby reaktor nemohl být bezpečně odstaven. Je počítáno s nárůstem neutronového výkonu na 200 % na méně než sekundu, načež by měla zareagovat automatika, otevřít ventily, snížit tlak v reaktoru a tím, díky zápornému dutinovému koeficientu, snížit reaktivitu. Takovýto krátký nárůst by neměl ovlivnit tepelný výkon. Další snižování výkonu by pak měly zajistit havarijní tyče. K odstavení reaktoru dále může dojít z těchto důvodů:
- výpadek turbíny, či uzavření jejich ventilů,
- ztráta napájení elektrickým proudem,
- nedostatek napájecí vody,
- vysoká hladina vody v reaktoru,
- výpadek měření,
- vysoký tlak v suché části kontejnmentu,
- vysoký tlak v reaktoru,
- zemětřesení.

Po odstavení reaktoru je nutné jej dochlazovat. Pokud není možné snížit tlak uvnitř (např. z důvodu zaseknutí ventilů), je do reaktoru voda vstřikována pomocí vysokotlakého systému havarijního doplňování, který je poháněn párou z reaktoru (případně elektromotory). Tento má však nízký průtok. Proto je snaha tlak vždy snížit, po čemž nastupuje nízkotlaký systém havarijního doplňování a sprchový systém, přičemž jeden čerpá vodu do spodu reaktoru a druhý sprchuje jeho horní část. (E)SBWR jsou navíc vybaveny dalšími ventily pro vypouštění páry, tyto jsou aktivovány jen v případě, pokud se nepodařilo snížit tlak v reaktoru ostatními metodami a výpustí páru do obou částí kontejnmentu. Pokud ani tyto nesplní svou funkci, je kontejnment zaplaven vodou z hydroakumulátorů, které jsou umístěny na jeho vrcholu, tudíž ke svému zafungování potřebují minimum aktivních prvků.
Pokud se z jakéhokoliv důvodu nepodařilo zastavit štěpnou reakci, nastupuje záložní systém, který do reaktoru vstřikuje koncentrovanou kyselinu boritou - absorbátor neutronů. V tomto případě již nevadí, že poškodí palivo. Reaktory ABWR a (E)SBWR jsou vybaveny výkonnými systémy čištěni chladiva, které kyselinu po stabilizování situace z reaktoru odstraní.
Pro případ vývinu vodíku na zirkoniovém pokrytí paliva jsou některé kontejnmenty BWR (buď projektově či dodatečně) vybaveny rekombinátory vodíku. Některé kontejnmenty jsou také vybaveny větráky majícími za úkol zabránit lokálním místům s výbušnou koncentrací tohoto plynu.
Díky všem těmto systémům má většina varných rektorů jako maximální projektovou havárii gilotinové roztržení hlavního potrubí ve spojení se ztrátou přísunu napájecí vody a ztrátou vnějšího napájení.

## Technické informace
Legenda: BC - bez chlazení, DN - duální oběh s nucenou cirkulací, PN - přímý oběh s nucenou cirkulací, PP - přímý oběh s přirozenou cirkulací
| Generace  | Firma   | Typ          | Příklad              | Tepelný výkon (MW) | Hrubý elektrický výkon (MW) | Výstupní teplota chladiva (°C) | Tlak v reaktoru (MPa) | Výška aktivní zóny (m) | Průměr aktivní zóny (m) | Oběh |
| --------- | ------- | ------------ | -------------------- | ------------------ | --------------------------- | ------------------------------ | --------------------- | ---------------------- | ----------------------- | ---- |
| Prototypy | ANL     | Borax III    | Borax III            | 6                  | 2                           | 254                            |                       |                        |                         | PN   |
| Prototypy | ANL     | Borax V      | Borax V              | 20                 |                             | 454                            | 4,5                   |                        |                         | PN   |
| Prototypy | VEW     | VK-50        | Melekess             | 0,2                |                             |                                |                       |                        |                         | BC   |
| První     | GE      | VBWR         | VNC                  | 30                 | 5                           |                                | 6,9                   | 6                      | 2,13                    | DN   |
| První     | GE      | VAK Kahl     | VAK Kahl             | 60                 | 16                          |                                |                       |                        |                         | DN   |
| První     | GE      | BWR-1        | Dresden-1            | 700                | 207                         |                                |                       |                        |                         | DN   |
| První     | GE      | BWR-1        | Big Rock Point       | 240                | 71                          |                                |                       |                        |                         | PN   |
| První     | GE      | BWR-1        | Humboldt Bay         | 220                | 65                          |                                |                       |                        |                         | PP   |
| První     | GE      | BWR-1        | Lingen               | 520                | 268                         |                                |                       |                        |                         | PN   |
| První     | GE      | BONUS        | BONUS                | 50                 | 18                          |                                |                       |                        |                         | PN   |
| Druhá     | GE      | BWR-2        | Nine Mile Point 1    | 1850               | 642                         |                                |                       | 3,66                   | 3,02                    | PN   |
| Druhá     | GE      | BWR-3        | Dresden-2            | 2957               | 950                         |                                |                       | 3,66                   | 3,44                    | PN   |
| Druhá     | GE      | BWR-4        | Caorso               | 2651               | 860                         |                                | 7,2                   | 3,71                   | 4,07                    | PN   |
| Druhá     | GE      | BWR-5        | LaSalle 1            | 3546               | 1207                        |                                |                       | 3,71                   | 4,75                    | PN   |
| Druhá     | GE      | BWR-6        | Grand Gulf 1         | 4408               | 1500                        |                                | 7,2                   | 3,71                   | 5,16                    | PN   |
| Druhá     | ABB     | AA-I         | Oskarshamn 1         | 1375               | 492                         |                                |                       |                        |                         | PN   |
| Druhá     | ABB     | AA-II        | Oskarshamn 2         | 1800               | 661                         |                                |                       |                        |                         | PN   |
| Druhá     | ABB     | AA-III       | Olkiluoto 1          | 2500               | 920                         | 286                            | 7,0                   | 3,68                   | 3,88                    | PN   |
| Druhá     | ABB     | AA-IV        | Oskarshamn 3         | 3300               | 1200                        |                                |                       |                        |                         | PN   |
| Druhá     | KWU     | BWR-69       | Isar 1               | 2575               | 912                         |                                |                       |                        |                         | PN   |
| Druhá     | KWU     | BWR-72       | Gundremmingen C      | 3840               | 1344                        |                                |                       |                        |                         | PN   |
| Třetí     | GE      | ABWR         | Kashiwazaki Kariva 6 | 3926               | 1356                        | 288                            | 7,1                   | 3,81                   | 5,16                    | PN   |
| Třetí     | GE      | ABWR II      | nerealizováno        | 4960               | 1717                        | 288                            | 7,2                   | 3,71                   | 5,41                    | PN   |
| Třetí     | GE      | SBWR         | nerealizováno        | 2000               | 600                         |                                |                       | 2,74                   |                         | PP   |
| Třetí     | Hitachi | HSBWR        | nerealizováno        | 1800               | 600                         | 289                            | 7,0                   | 3,10                   | 4,65                    | PP   |
| Třetí     | Hitachi | HABWR        | nerealizováno        | 1862               | 650                         | 288                            | 7,2                   | 3,70                   | 3,40                    | PN   |
| Třetí     | ABB     | BWR 90       | nerealizováno        | 3300               | 1238                        | 285                            | 7,0                   | 3,75                   | 4,60                    | PN   |
| Třetí     | ABB     | BWT 90+      | nerealizováno        | 4250               | 1600                        | 287                            | 7,3                   | 3,71                   | 5,16                    | PN   |
| Třetí     | ABB     | Toshiba ABWR | nerealizováno        |                    |                             |                                |                       |                        |                         | PN   |
| Třetí     |         | HP-BWR       | nerealizováno        | 2700               | 1000                        | 340                            | 15                    |                        |                         | PP   |
| Třetí+    | GEH     | ESBWR        | nerealizováno        | 4000               | 1390                        | 287                            | 7,2                   | 3,05                   | 5,58                    | PP   |
| Třetí+    | Areva   | KERENA       | nerealizováno        | 3370               | 1290                        | 290                            | 7,5                   | 3,00                   | 5,55                    | PN   |
| Třetí+    | Toshiba | EU-ABWR      | nerealizováno        |                    |                             |                                |                       |                        |                         | PN   |

Většina údajů pochází z informačního systému PRIS spravovaném Mezinárodní agenturou pro atomovou energii.

## Nehody
S provozem varných reaktoru je spojeno několik nehod, přičemž nejzávažnější je havárie Jaderné elektrárny Fukušima I, tato se na se na stupnici INES řadí na sedmý stupeň

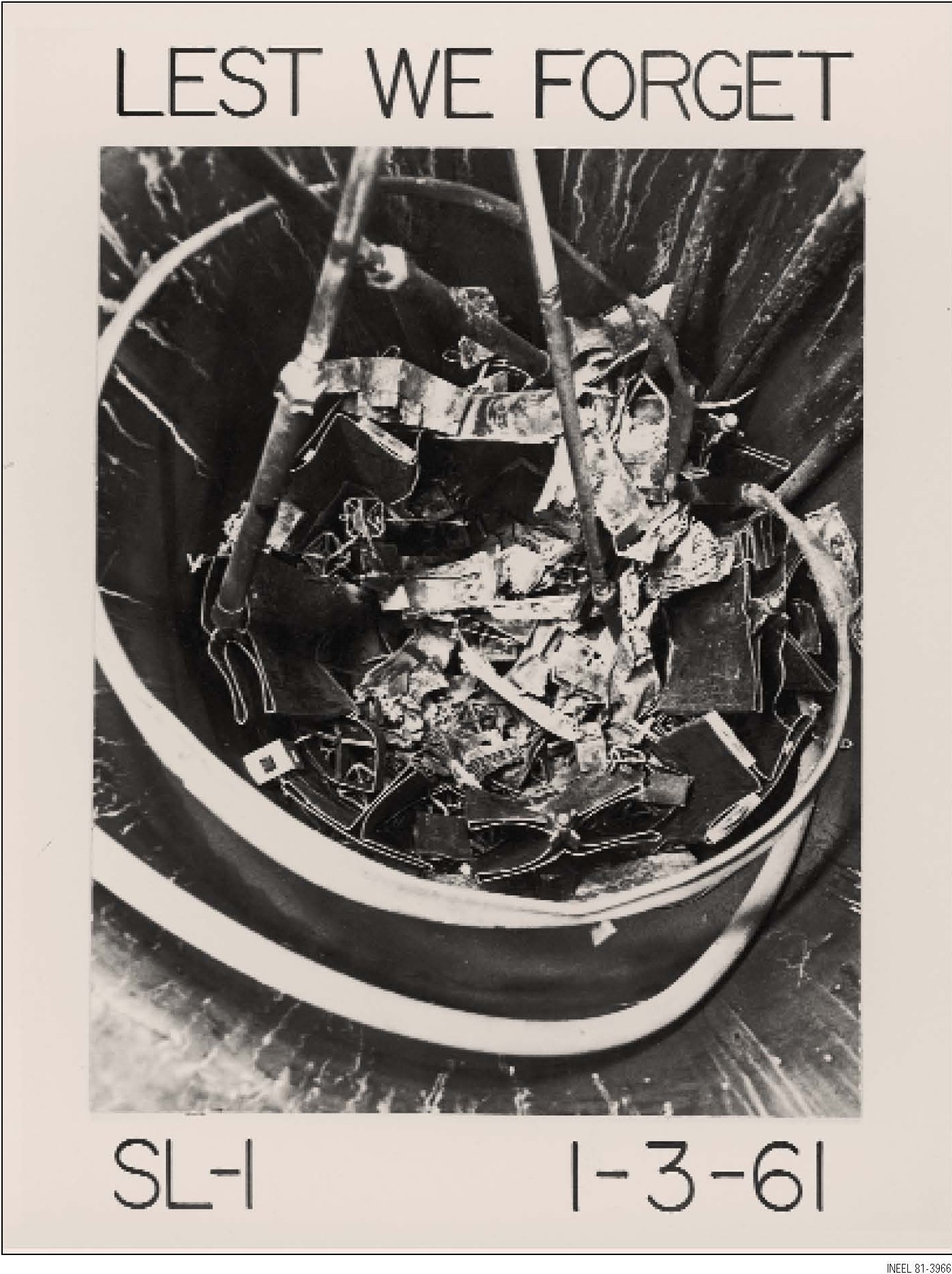
Plakát s obrázkem zničeného reaktoru SL-1

### SL-1
SL-1 (z anglického Stationary Low-Power Reactor Number One - stacionární nízkovýkonný reaktor č. 1) byl experimentální varný reaktor Armády Spojených států. Tento v důsledku špatné konstrukce a chyb obsluhy 3. ledna 1961 explodoval. V důsledku exploze došlo ke zničení reaktoru, úmrtí trojčlenné obsluhy a úniku štěpných produktů do atmosféry.

### Browns Ferry
V roce 1975 došlo k požáru špatně zvolené tepelné izolace v Jaderné elektrárně Browns Ferry. To mělo za následek dočasné odpojení řídicí místnosti reaktoru. Požár se však brzy podařilo uhasit a elektrárna tak mohla být v roce 2021 stále v provozu. Nehoda neměla nic společného s designem reaktoru a mohla se stát v jakékoli jiné elektrárně. Nehodě byl později přiřčen stupeň INES 4 (havárie bez vážnějšího vlivu na okolí).

### Fukušima I
Dne 11. března 2011 došlo v důsledku silného zemětřesení a následného tsunami k poškození aktivních zón prvních tří reaktorů této elektrárny. To mělo za důsledek tavení paliva v nich obsaženého. Jedním z důsledků těchto procesů bylo uvolňování vodíku z chladiva reaktorů jedna a tři, tento se shromažďoval v budovách reaktorů a následně došlo k jeho explozi. Havárie měla za následek velký únik štěpných produktů z elektrárny.

### Fukušima II
Stejné zemětřesení ohrozilo i Jadernou elektrárnu Fukušima II. Tamní vývoj situace byl klasifikován jako vážná nehoda (stupeň INES 3). Po několika hodinách však obsluha reaktoru situaci zvládla.

## Srovnání s ostatními typy jaderných reaktorů

### Výhody
- Varný reaktor pracuje s nižším tlakem (okolo 7 MPa) a teplotou (okolo 290 °C) než tlakovodní (okolo 15,5 MPa a 300 °C) (s výjimkou HP-BWR) – je snížené riziko havárie se ztrátou chladiva a jsou nižší nároky na použité materiály a palivo.
- Elektrárny s BWR jsou typicky jednookruhové (na rozdíl od elektráren s PWR) – obsahují méně součástí (chybí například parogenerátory či kompenzátor objemu) a jsou tak levnější a jednodušší na ovládání.
- Některé typy pracují s přirozenou cirkulací chladiva – nejsou nutná cirkulační čerpadla a mohou pracovat i za výrazně sníženého výkonu.
- Na rozdíl od PWR není v chladivu za normálních podmínek obsažena kyselina boritá – nádoba reaktoru a další součásti nejsou tolik ohroženy korozí. Také produkce tritia je nižší.
- Regulace výkonu pomocí změn hustoty moderátoru (na rozdíl od regulačních tyčí) a přítomnost páry v reaktoru zvyšují produkci 239Pu – BWR má lepší využití paliva a lepší vlastnosti vyhořelého paliva.
- BWR mají vyšší míru unifikace, větší jednoduchost a nižší cenu oproti ostatním typům jaderných elektráren.
- Nižší hustota výkonu (oproti PWR) – delší životnost reaktorové nádoby (méně poškození ionizujícím zářením) [40].
- Reaktory mají robustnější nouzové dochlazování – vyšší bezpečnost.
- Díky přítomnosti varu moderátoru v reaktoru je jeho moderační schopnost více závislá na teplotě, což znamená velký záporný teplotní koeficient reaktivity – vyšší bezpečnost.
- Řídicí a bezpečnostní tyče jsou zasouvány do reaktoru zespodu – je možné doplňovat palivo bez odpojení jejich ovládání.

### Nevýhody
- Ve varném reaktoru je přítomno dvoufázové proudění – je nutné použití složitější výpočty při návrhu aktivní zóny a reaktor musí obsahovat více měřící aparatury.
- Aktivní zóny mají nižší hustotu výkonu (oproti PWR) – větší reaktorová nádoba (u starších typů BWR = vyšší cena).
- Turbína je kontaminována radionuklidy – nutnost jejího stínění.
- Některé modely mají částečně chybně navržený kontejnment (kontejnment Mark I) – za některých okolností je zvýšené riziko poškození aktivní zóny.
- Bezpečnostní tyče jsou zasouvány zespodu reaktoru – nemožnost využití gravitace pro jejich nouzové zasunutí.
- Reaktory jsou méně stabilní než v případě PWR – zvýšené nároky na obsluhu.
- Vyžadují obohacený uran – vyšší cena paliva.
- Chladivo se chová (a slouží) zároveň jako moderátor – není možné postavit množivý BWR. (Částečně řeší varný reaktor se sníženou mírou moderace – RMWR.)
- Není možné měnit palivo za provozu – nutnost odstávek [40].

## Seznam reaktorů
Legenda:
| plánováno, ve výstavbě | uzavřeno | v provozu | výstavba zrušena, nedokončeno | zničeno |

| Stát                   | Název                 | Blok | Hrubý výkon (MW) | Stav                                             | Typ      | Připojení k síti | Uzavření | poznámky                         |
| ---------------------- | --------------------- | ---- | ---------------- | ------------------------------------------------ | -------- | ---------------- | -------- | -------------------------------- |
| Finsko                 | Olkiluoto             | 1    | 920              | v provozu                                        | AA-III   | 1978             |          |                                  |
| Finsko                 | Olkiluoto             | 2    | 920              | v provozu                                        | AA-III   | 1980             |          |                                  |
| Indie                  | Tarapur               | 1    | 160              | v provozu                                        | BWR-1    | 1969             |          |                                  |
| Indie                  | Tarapur               | 2    | 160              | v provozu                                        | BWR-1    | 1969             |          |                                  |
| Itálie                 | Caorso                |      | 882              | uzavřeno                                         | BWR-4    | 1978             | 1990     |                                  |
| Itálie                 | Garigliano            |      | 160              | uzavřeno, probíhá decommissioning                | BWR-1    | 1964             | 1982     |                                  |
| Itálie                 | Alto Lazio            | 1    | 1009             | nedokončeno                                      | BWR-6    |                  | 1988     |                                  |
| Itálie                 | Alto Lazio            | 2    | 1009             | nedokončeno                                      | BWR-6    |                  | 1988     |                                  |
| Japonsko               | Fukušima I            | 1    | 460              | zničeno                                          | BWR-3    | 1970             | 2011     |                                  |
| Japonsko               | Fukušima I            | 2    | 784              | zničeno                                          | BWR-4    | 1973             | 2011     |                                  |
| Japonsko               | Fukušima I            | 3    | 784              | zničeno                                          | BWR-4    | 1974             | 2011     |                                  |
| Japonsko               | Fukušima I            | 4    | 784              | zničeno                                          | BWR-4    | 1978             | 2011     |                                  |
| Japonsko               | Fukušima I            | 5    | 784              | uzavřeno, probíhá decommissioning                | BWR-4    | 1977             | 2013     |                                  |
| Japonsko               | Fukušima I            | 6    | 1100             | uzavřeno, probíhá decommissioning                | BWR-5    | 1979             | 2013     |                                  |
| Japonsko               | Fukušima I            | 7    | 1380             | výstavba zrušena                                 | ABWR     |                  | 2011     |                                  |
| Japonsko               | Fukušima I            | 8    | 1380             | výstavba zrušena                                 | ABWR     |                  | 2011     |                                  |
| Japonsko               | Fukušima II           | 1    | 1100             | uzavřeno                                         | BWR-5    | 1981             | 2019     |                                  |
| Japonsko               | Fukušima II           | 2    | 1100             | uzavřeno                                         | BWR-5    | 1983             | 2019     |                                  |
| Japonsko               | Fukušima II           | 3    | 1100             | uzavřeno                                         | BWR-5    | 1984             | 2019     |                                  |
| Japonsko               | Fukušima II           | 4    | 1100             | uzavřeno                                         | BWR-5    | 1986             | 2019     |                                  |
| Japonsko               | Hamaoka               | 1    | 540              | uzavřeno, probíhá decommissioning                | BWR-4    | 1974             | 2009     |                                  |
| Japonsko               | Hamaoka               | 2    | 840              | uzavřeno                                         | BWR-4    | 1978             | 2009     |                                  |
| Japonsko               | Hamaoka               | 3    | 1100             | v provozu                                        | BWR-5    | 1987             |          |                                  |
| Japonsko               | Hamaoka               | 4    | 1137             | v provozu                                        | BWR-5    | 1993             |          |                                  |
| Japonsko               | Hamaoka               | 5    | 1380             | v provozu                                        | ABWR     | 2004             |          |                                  |
| Japonsko               | Hamaoka               | 6    | 1380             | plánováno                                        | ABWR     |                  |          |                                  |
| Japonsko               | Higashidōri           | 1    | 1100             | v provozu                                        | BWR-5    | 2005             |          |                                  |
| Japonsko               | Higashidōri           | 2    | 1385             | plánováno                                        | ABWR     |                  |          |                                  |
| Japonsko               | Higashidōri           | 3    | 1385             | plánováno                                        | ABWR     |                  |          |                                  |
| Japonsko               | Higashidōri           | 4    | 1385             | plánováno                                        | ABWR     |                  |          |                                  |
| Japonsko               | JPDR                  |      | 13               | uzavřeno, probíhá decommissioning                | BWR-1    | 1963             | 1976     | první asijská jaderná elektrárna |
| Japonsko               | Kaminoseki            | 1    | 1373             | plánováno                                        | ABWR     |                  |          |                                  |
| Japonsko               | Kaminoseki            | 2    | 1373             | plánováno                                        | ABWR     |                  |          |                                  |
| Japonsko               | Kashiwazaki Kariwa    | 1    | 1100             | v provozu                                        | BWR-5    | 1985             |          |                                  |
| Japonsko               | Kashiwazaki Kariwa    | 2    | 1100             | v provozu                                        | BWR-5    | 1990             |          |                                  |
| Japonsko               | Kashiwazaki Kariwa    | 3    | 1100             | v provozu                                        | BWR-5    | 1992             |          |                                  |
| Japonsko               | Kashiwazaki Kariwa    | 4    | 1100             | v provozu                                        | BWR-5    | 1993             |          |                                  |
| Japonsko               | Kashiwazaki Kariwa    | 5    | 1100             | v provozu                                        | BWR-5    | 1989             |          |                                  |
| Japonsko               | Kashiwazaki Kariwa    | 6    | 1356             | v provozu                                        | ABWR     | 1996             |          |                                  |
| Japonsko               | Kashiwazaki Kariwa    | 7    | 1356             | v provozu                                        | ABWR     | 1996             |          |                                  |
| Japonsko               | Ōma                   |      | 1383             | ve výstavbě                                      | ABWR     |                  |          |                                  |
| Japonsko               | Onagawa               | 1    | 524              | uzavřeno                                         | BWR-4    | 1983             | 2018     |                                  |
| Japonsko               | Onagawa               | 2    | 825              | v provozu                                        | BWR-5    | 1994             |          |                                  |
| Japonsko               | Onagawa               | 3    | 825              | v provozu                                        | BWR-5    | 2001             |          |                                  |
| Japonsko               | Shika                 | 1    | 540              | v provozu                                        | BWR-5    | 1993             |          |                                  |
| Japonsko               | Shika                 | 2    | 1206             | v provozu                                        | ABWR     | 2005             |          |                                  |
| Japonsko               | Šimane                | 1    | 460              | uzavřeno, probíhá decommissioning                | BWR-3    | 1973             | 2015     |                                  |
| Japonsko               | Šimane                | 2    | 820              | v provozu                                        | BWR-5    | 1988             |          |                                  |
| Japonsko               | Šimane                | 3    | 1373             | ve výstavbě                                      | ABWR     |                  |          |                                  |
| Japonsko               | Tōkai                 | 2    | 1100             | v provozu                                        | BWR-5    | 1978             |          |                                  |
| Japonsko               | Tsuruga               | 1    | 357              | uzavřeno                                         | BWR-2    | 1969             | 2015     |                                  |
| Litva                  | Visaginas             | 1    | 1350             | výstavba zrušena                                 | ABWR     |                  |          |                                  |
| Litva                  | Visaginas             | 2    | 1350             | výstavba zrušena                                 | ABWR     |                  |          |                                  |
| Mexiko                 | Laguna Verde          | 1    | 805              | v provozu                                        | BWR-5    | 1989             |          |                                  |
| Mexiko                 | Laguna Verde          | 2    | 805              | v provozu                                        | BWR-5    | 1994             |          |                                  |
| Německo                | Brunsbüttel           |      | 806              | uzavřeno                                         | BWR-69   | 1976             | 2011     |                                  |
| Německo                | Gundremmingen         | A    | 250              | uzavřeno, dokončen decommissioning               | BWR-1    | 1966             | 1977     |                                  |
| Německo                | Gundremmingen         | B    | 1344             | uzavřeno                                         | BWR-72   | 1984             | 2017     |                                  |
| Německo                | Gundremmingen         | C    | 1344             | v provozu                                        | BWR-72   | 1984             |          |                                  |
| Německo                | Grosswelzheim         |      | 27               | uzavřeno, dokončen decommissioning               | prototyp | 1969             | 1971     | integrovaný přehřívák            |
| Německo                | Isar                  | 1    | 912              | uzavřeno, probíhá decommissioning                | BWR-69   | 1977             | 2011     |                                  |
| Německo                | Krümmel               |      | 1402             | uzavřeno                                         | BWR-69   | 1983             | 2011     |                                  |
| Německo                | Lingen                |      | 268              | uzavřeno, probíhá decommissioning                | BWR-1    | 1968             | 1977     | přehřívání pomocí kotle          |
| Německo                | Philippsburg          | 1    | 926              | uzavřeno, probíhá decommissioning                | BWR-69   | 1979             | 2011     |                                  |
| Německo                | VAK Kahl              |      | 16               | uzavřeno, dokončen decommissioning               | prototyp | 1961             | 1985     |                                  |
| Německo                | Würgassen             |      | 670              | uzavřeno, dokončen decommissioning               | prototyp | 1971             | 1994     |                                  |
| Nizozemsko             | Dodewaard             |      | 60               | uzavřeno                                         | BWR-1    | 1968             | 1997     |                                  |
| Rakousko               | Zwentendorf           |      | 723              | dokončeno, nikdy nespuštěno na základě referenda | BWR-69   |                  | 1978     |                                  |
| Rusko                  | Melekess              |      | 50               | uzavřeno, probíhá decommissioning                | VK-50    | 1965             | 1989     |                                  |
| Spojené království     | Oldbury B             | 1    | 1380             | výstavba zrušena                                 | ABWR     |                  |          |                                  |
| Spojené království     | Oldbury B             | 2    | 1380             | výstavba zrušena                                 | ABWR     |                  |          |                                  |
| Spojené království     | Wylfa Newydd          | 1    | 1380             | výstavba zrušena                                 | ABWR     |                  |          |                                  |
| Spojené království     | Wylfa Newydd          | 2    | 1380             | výstavba zrušena                                 | ABWR     |                  |          |                                  |
| Spojené státy americké | Big Rock Point        |      | 71               | uzavřeno, dokončen decommissioning               | BWR-1    | 1962             | 1997     |                                  |
| Spojené státy americké | BONUS                 |      | 17               | uzavřeno, probíhá decommissioning                | prototyp | 1964             | 1968     | integrovaný přehřívák            |
| Spojené státy americké | Browns Ferry          | 1    | 1256             | v provozu                                        | BWR-4    | 1973             |          |                                  |
| Spojené státy americké | Browns Ferry          | 2    | 1259             | v provozu                                        | BWR-4    | 1974             |          |                                  |
| Spojené státy americké | Browns Ferry          | 3    | 1260             | v provozu                                        | BWR-4    | 1976             |          |                                  |
| Spojené státy americké | Brunswick             | 1    | 990              | v provozu                                        | BWR-4    | 1976             |          |                                  |
| Spojené státy americké | Brunswick             | 2    | 960              | v provozu                                        | BWR-4    | 1975             |          |                                  |
| Spojené státy americké | Clinton               | 1    | 1098             | v provozu                                        | BWR-6    | 1987             |          |                                  |
| Spojené státy americké | Columbia              |      | 1190             | v provozu                                        | BWR-5    | 1984             |          |                                  |
| Spojené státy americké | Cooper                |      | 801              | v provozu                                        | BWR-4    | 1974             |          |                                  |
| Spojené státy americké | Dresden               | 1    | 207              | uzavřeno                                         | BWR-1    | 1960             | 1978     | první komerční BWR               |
| Spojené státy americké | Dresden               | 2    | 950              | v provozu                                        | BWR-3    | 1970             |          |                                  |
| Spojené státy americké | Dresden               | 3    | 935              | v provozu                                        | BWR-3    | 1971             |          |                                  |
| Spojené státy americké | Duane Arnold          | 1    | 624              | uzavřeno                                         | BWR-4    | 1974             | 2020     |                                  |
| Spojené státy americké | Elk River             |      | 24               | uzavřeno, dokončen decommissioning               | BWR-1    | 1963             | 1968     |                                  |
| Spojené státy americké | Fermi                 | 2    | 1198             | v provozu                                        | BWR-4    | 1986             |          |                                  |
| Spojené státy americké | Fermi                 | 3    | 1600             | plánováno                                        | ESBWR    |                  |          |                                  |
| Spojené státy americké | Fitzpatrick           |      | 849              | v provozu                                        | BWR-4    | 1975             |          |                                  |
| Spojené státy americké | Grand Gulf            | 1    | 1500             | v provozu                                        | BWR-6    | 1984             |          |                                  |
| Spojené státy americké | Grand Gulf            | 2    | 1600             | výstavba zrušena                                 | ESBWR    |                  |          |                                  |
| Spojené státy americké | Hatch                 | 1    | 911              | v provozu                                        | BWR-4    | 1974             |          |                                  |
| Spojené státy americké | Hatch                 | 2    | 921              | v provozu                                        | BWR-4    | 1978             |          |                                  |
| Spojené státy americké | Hope Creek            | 1    | 1240             | v provozu                                        | BWR-4    | 1986             |          |                                  |
| Spojené státy americké | Humboldt Bay          |      | 65               | uzavřeno, dokončen decommissioning               | BWR-1    | 1963             | 1976     | přirozená cirkulace chladiva     |
| Spojené státy americké | La Crosse             |      | 55               | uzavřeno, dokončen decommissioning               | BWR-1    | 1968             | 1987     |                                  |
| Spojené státy americké | LaSalle               | 1    | 1207             | v provozu                                        | BWR-5    | 1982             |          |                                  |
| Spojené státy americké | LaSalle               | 2    | 1207             | v provozu                                        | BWR-5    | 1984             |          |                                  |
| Spojené státy americké | Limerick              | 1    | 1194             | v provozu                                        | BWR-4    | 1985             |          |                                  |
| Spojené státy americké | Limerick              | 2    | 1194             | v provozu                                        | BWR-4    | 1989             |          |                                  |
| Spojené státy americké | Millstone             | 1    | 660              | uzavřeno                                         | BWR-3    | 1970             | 1998     |                                  |
| Spojené státy americké | Monticello            |      | 691              | v provozu                                        | BWR-3    | 1971             |          |                                  |
| Spojené státy americké | Nine Mile Point       | 1    | 642              | v provozu                                        | BWR-2    | 1969             |          |                                  |
| Spojené státy americké | Nine Mile Point       | 2    | 1320             | v provozu                                        | BWR-5    | 1987             |          |                                  |
| Spojené státy americké | North Anna            | 3    |                  | plánováno                                        | ESBWR    |                  |          |                                  |
| Spojené státy americké | Oyster Creek          |      | 652              | uzavřeno                                         | BWR-2    | 1969             | 2018     |                                  |
| Spojené státy americké | Pathfinder            |      | 63               | uzavřeno, dokončen decommissioning               | BWR-1    | 1966             | 1967     |                                  |
| Spojené státy americké | Peach Bottom          | 2    | 1412             | v provozu                                        | BWR-4    | 1974             |          |                                  |
| Spojené státy americké | Peach Bottom          | 3    | 1412             | v provozu                                        | BWR-4    | 1974             |          |                                  |
| Spojené státy americké | Perry                 | 1    | 1303             | v provozu                                        | BWR-6    | 1986             |          |                                  |
| Spojené státy americké | Pilgrim               | 1    | 711              | uzavřeno                                         | BWR-3    | 1972             | 2019     |                                  |
| Spojené státy americké | Quad Cities           | 1    | 940              | v provozu                                        | BWR-3    | 1972             |          |                                  |
| Spojené státy americké | Quad Cities           | 2    | 940              | v provozu                                        | BWR-3    | 1972             |          |                                  |
| Spojené státy americké | River Bend            | 1    | 1016             | v provozu                                        | BWR-6    | 1985             |          |                                  |
| Spojené státy americké | River Bend            | 2    | 1600             | výstavba zrušena                                 | ESBWR    |                  |          |                                  |
| Spojené státy americké | Shoreahm              |      | 849              | uzavřeno                                         | BWR-5    | 1986             | 1989     |                                  |
| Spojené státy americké | South Texas           | 1    | 1356             | výstavba zrušena                                 | ABWR     |                  |          |                                  |
| Spojené státy americké | South Texas           | 2    | 1356             | výstavba zrušena                                 | ABWR     |                  |          |                                  |
| Spojené státy americké | Susquehanna           | 1    | 1330             | v provozu                                        | BWR-4    | 1982             |          |                                  |
| Spojené státy americké | Susquehanna           | 2    | 1130             | v provozu                                        | BWR-4    | 1984             |          |                                  |
| Spojené státy americké | Vallecitos            |      | 24               | uzavřeno                                         | prototyp | 1957             | 1963     | první komerční výzkumný BWR      |
| Spojené státy americké | Vermont Yankee        |      | 635              | uzavřeno                                         | BWR-4    | 1972             | 2014     |                                  |
| Spojené státy americké | Victoria County       |      | 3200             | výstavba zrušena                                 | ESBWR    |                  |          |                                  |
| Španělsko              | Cofrentes             |      | 1102             | v provozu                                        | BWR-6    | 1984             |          |                                  |
| Španělsko              | Santa Maria de Garoña |      | 466              | uzavřeno, probíhá decommissioning                | BWR-3    | 1971             | 2013     |                                  |
| Švédsko                | Barsebäck             | 1    | 615              | uzavřeno, probíhá decommissioning                | AA-II    | 1975             | 1999     |                                  |
| Švédsko                | Barsebäck             | 2    | 615              | uzavřeno, probíhá decommissioning                | AA-II    | 1977             | 2005     |                                  |
| Švédsko                | Forsmark              | 1    | 1027             | v provozu                                        | AA-III   | 1980             |          |                                  |
| Švédsko                | Forsmark              | 2    | 1157             | v provozu                                        | AA-III   | 1981             |          |                                  |
| Švédsko                | Forsmark              | 3    | 1172             | v provozu                                        | AA-IV    | 1985             |          |                                  |
| Švédsko                | Oskarshamn            | 1    | 491              | uzavřeno, probíhá decommissioning                | AA-I     | 1971             | 2017     |                                  |
| Švédsko                | Oskarshamn            | 2    | 661              | uzavřeno, probíhá decommissioning                | AA-II    | 1974             | 2016     |                                  |
| Švédsko                | Oskarshamn            | 3    | 1450             | v provozu                                        | AA-IV    | 1985             |          |                                  |
| Švédsko                | Ringhals              | 1    | 910              | uzavřeno                                         | AA-I     | 1974             | 2020     |                                  |
| Švýcarsko              | Leibstadt             |      | 1275             | v provozu                                        | BWR-6    | 1984             |          |                                  |
| Švýcarsko              | Mühleberg             |      | 390              | uzavřeno, probíhá decommissioning                | BWR-4    | 1971             | 2019     |                                  |
| Tchaj-wan              | Chinshan              | 1    | 636              | uzavřeno                                         | BWR-4    | 1977             | 2018     |                                  |
| Tchaj-wan              | Chinshan              | 2    | 636              | uzavřeno                                         | BWR-4    | 1978             | 2018     |                                  |
| Tchaj-wan              | Kuosheng              | 1    | 985              | v provozu                                        | BWR-6    | 1981             |          |                                  |
| Tchaj-wan              | Kuosheng              | 2    | 985              | v provozu                                        | BWR-6    | 1982             |          |                                  |
| Tchaj-wan              | Lungmen               | 1    | 1350             | ve výstavbě                                      | ABWR     |                  |          |                                  |
| Tchaj-wan              | Lungmen               | 2    | 1350             | ve výstavbě                                      | ABWR     |                  |          |                                  |

Většina údajů pochází z informačního systému PRIS spravovaném Mezinárodní agenturou pro atomovou energii.